# Liste der Biografien/Linde
Liste der Biografien |
Portal Biografien |
Personensuche
# |
A |
B |
C |
D |
E |
F |
G |
H |
I |
J |
K |
L |
M |
N |
O |
P |
Q |
R |
S |
T |
U |
V |
W |
X |
Y |
Z |
?
 
La |
Lb |
Lc |
Le |
Lg |
Lh |
Li |
Lj |
Ll |
Lm |
Lo |
Lp |
Lt |
Lu |
Lv |
Lw |
Lx |
Ly |
Lz
 
Lia |
Lib |
Lic |
Lid |
Lie |
Lif |
Lig |
Lih |
Lii |
Lij |
Lik |
Lil |
Lim |
Lin |
Lio |
Lip |
Liq |
Lir |
Lis |
Lit |
Liu |
Liv |
Liw |
Lix |
Liy |
Liz
 
Lina |
Linb |
Linc |
Lind |
Line |
Linf |
Ling |
Linh |
Lini |
Linj |
Link |
Linl |
Linn |
Lino |
Linp |
Lins |
Lint |
Linu |
Linv |
Linw |
Linx |
Liny |
Linz
 
Linda |
Lindb |
Linde |
Lindf |
Lindg |
Lindh |
Lindi |
Lindk |
Lindl |
Lindm |
Lindn |
Lindo |
Lindp |
Lindq |
Lindr |
Linds |
Lindt |
Lindu |
Lindv |
Lindw |
Lindz
Die Liste der Biografien führt alle Personen auf, die in der deutschsprachigen Wikipedia einen Artikel haben. Dieses ist eine Teilliste mit 552 Einträgen von Personen, deren Namen mit den Buchstaben „Linde“ beginnt.

## Linde
- Linde, Albrecht von (1944–2021), deutscher Unternehmer
- Linde, Andreas (* 1993), schwedischer Fußballtorwart
- Linde, Andrei Dmitrijewitsch (* 1948), russischer Kosmologe
- Linde, Ann (* 1961), schwedische Politikerin (SAP) und Außenministerin
- Linde, Anselm van der (* 1970), südafrikanisch-österreichischer Geistlicher, emeritierter Abt der Territorialabtei Wettingen-Mehrerau, Vorarlberg und Abtpräses der Zisterzienserkongregation von Mehrerau
- Linde, Antonius van der (1833–1897), niederländischer Schachhistoriker, Bibliothekar, Theologe und Philologe
- Linde, Bernard Van Der (1946–2021), französischer Radrennfahrer
- Linde, Bernhard (1886–1954), estnischer Schriftsteller, Übersetzer und Verleger
- Linde, Bertil (1907–1990), schwedischer Eishockeyspieler
- Linde, Bodo E. (* 1970), deutscher Autor
- Linde, Brad (* 1979), US-amerikanischer Jazzmusiker (Saxophon, Klarinette)
- Linde, Carl van der (1861–1930), deutscher Dichter in niederdeutscher Mundart
- Linde, Carl von (1842–1934), deutscher Ingenieur, Erfinder und Gründer der Linde AGCarl von Linde (1842–1934)

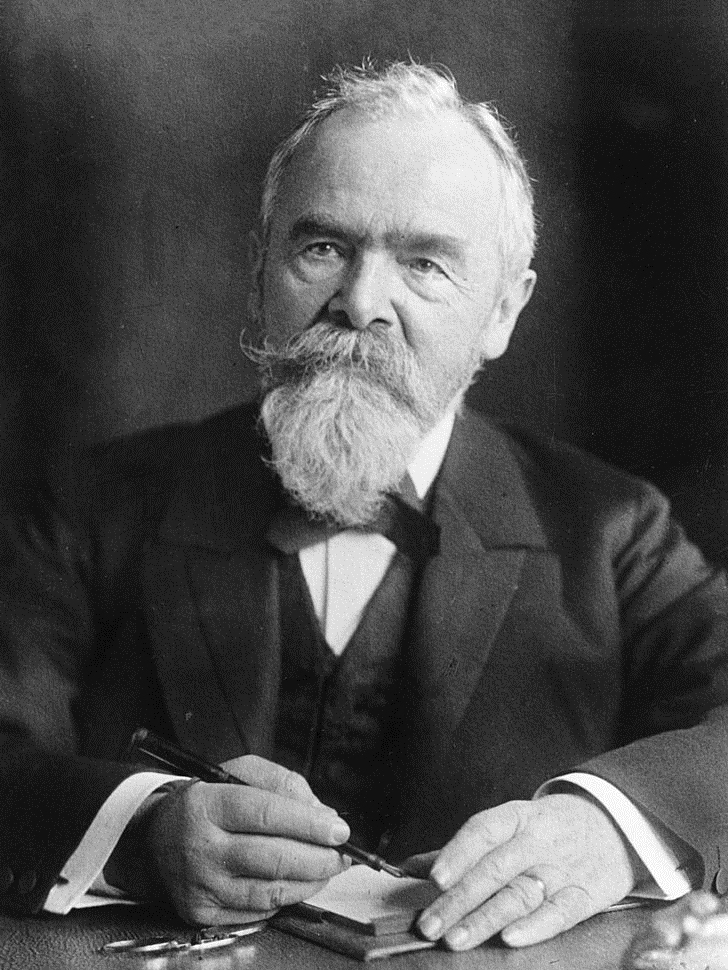
Carl von Linde (1842–1934)

- Linde, CJ van der (* 1980), südafrikanischer Rugby-Spieler
- Linde, Cornelia (* 1978), deutsche Historikerin
- Linde, David (* 1960), US-amerikanischer Filmproduzent
- Linde, Dylan (* 1980), US-amerikanischer Pokerspieler
- Linde, Erdmann (* 1943), deutscher Politiker (SPD) und Fernsehfunktionär
- Linde, Etienne Van der (* 1978), südafrikanischer Rennfahrer
- Linde, François van der (1941–2021), Schweizer Präventivmediziner, Experte für Drogenpolitik
- Linde, Frank (* 1963), deutscher Ökonom und Hochschullehrer
- Linde, Fritz (1882–1935), deutscher Heimatdichter
- Linde, Fritz (1917–1967), deutscher Politiker (FDP), MdL
- Linde, Gesche (* 1965), deutsche evangelische Theologin
- Linde, Gottfried von der († 1379), Marschall des Deutschen Ordens in Preußen
- Linde, Guilherme von (* 1870), brasilianischer Geschäftsmann
- Linde, Gunnel (1924–2014), schwedische Schriftstellerin
- Linde, Günter (1926–2016), deutscher Politiker (SPD), MdBB
- Linde, Hans (1913–1993), deutscher Soziologe
- Linde, Hans (* 1979), schwedischer Politiker (Vänsterpartiet), Mitglied des Riksdag
- Linde, Hans A. (1924–2020), US-amerikanischer Rechtswissenschaftler, Richter und Hochschullehrer
- Linde, Hans-Martin (* 1930), deutscher Blockflötist und Dirigent
- Linde, Hansjoachim (1926–2020), deutscher Mediziner und Sanitätsoffizier der Luftwaffe
- Linde, Hennie van der, südafrikanischer Autorennfahrer
- Linde, Hermann (1863–1923), deutscher Maler
- Linde, Hermann (1917–2015), deutscher Physiker und Manager
- Linde, Hermann der Ältere (1831–1918), deutscher Apotheker und Fotograf
- Linde, Horst (1912–2016), deutscher Architekt, Stadtplaner und Hochschullehrer
- Linde, Jasper († 1524), Erzbischof von Riga
- Linde, Johann Wilhelm (1760–1840), lutherischer Superintendent und Schulrektor in Danzig und Umgebung
- Linde, Josef Wilhelm von der, preußischer Oberstleutnant, Ritter des Ordens Pour le Mérite
- Linde, Jürgen (* 1935), deutscher Jurist, Verwaltungsbeamter und Politiker (SPD)
- Linde, Justin von (1797–1870), hessischer Jurist und Politiker, österreichischer Diplomat
- Linde, Kelvin Van der (* 1996), südafrikanischer Automobilrennfahrer
- Linde, Liza (* 1989), slowenisch-deutsche Übersetzerin
- Linde, Lorenz von der (1610–1670), schwedischer Feldmarschall
- Linde, Max (1862–1940), Augenarzt in Lübeck; Mäzen und Kunstsammler
- Linde, Nils (1890–1962), schwedischer Hammerwerfer
- Linde, Nina (* 1980), deutsche Eishockeyspielerin
- Linde, Otfried K. (1932–2019), deutscher Pharmazeut und Volkswirtschaftler, Lehrbeauftragter und Autor
- Linde, Otto (1871–1958), deutscher Architekt, badischer Baubeamter und Denkmalpfleger
- Linde, Otto von der (1892–1984), deutscher Offizier im Ersten und Zweiten Weltkrieg
- Linde, Petra von der (* 1942), deutsche Schauspielerin
- Linde, Richard (1860–1926), deutscher Heimatforscher
- Linde, Richard (1880–1965), deutscher Widerstandskämpfer gegen den Nationalsozialismus
- Linde, Samuel (1771–1847), Pädagoge, Sprachwissenschaftler und Bibliothekar
- Linde, Sheldon van der (* 1999), südafrikanischer AutomobilrennfahrerSheldon van der Linde (* 1999)

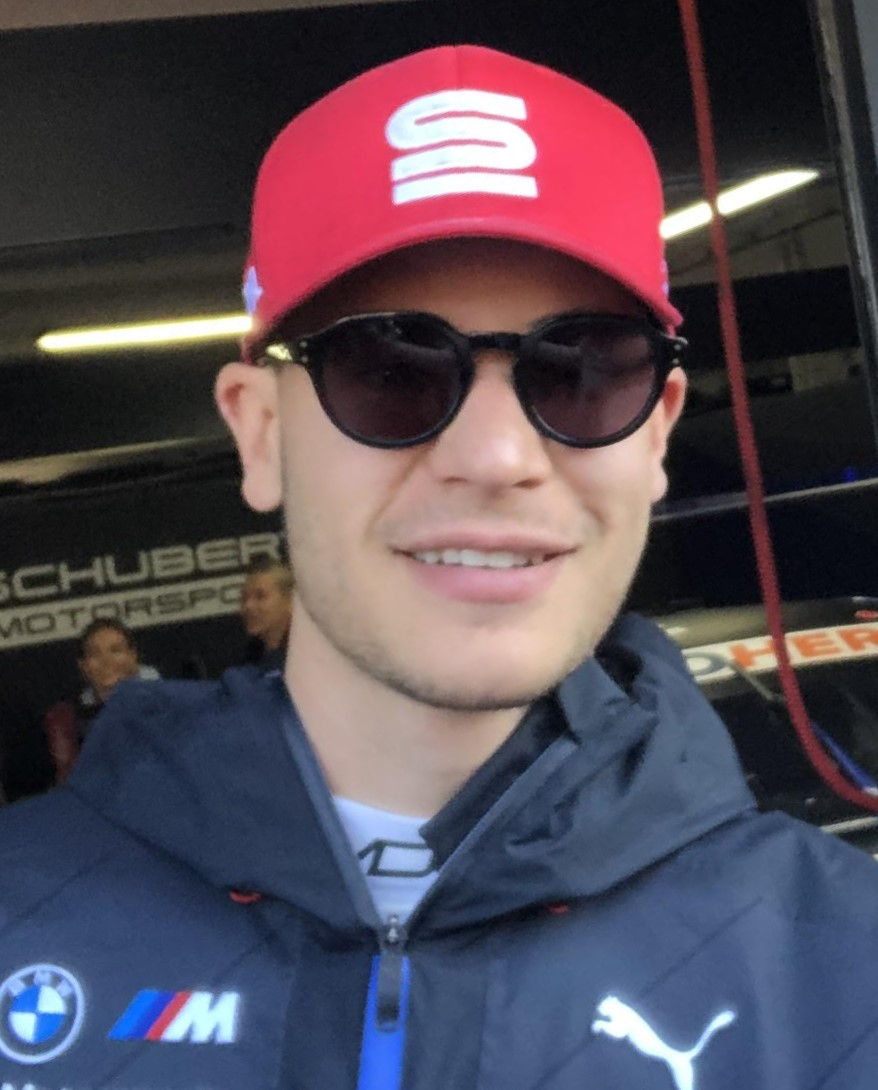
Sheldon van der Linde (* 1999)

- Linde, Ulf (1929–2013), schwedischer Kunstkritiker, Museumsleiter, Schriftsteller, Jazzmusiker und Komponist
- Linde, Werner (* 1947), deutscher Mathematiker und Hochschullehrer
- Linde, Werner von (1904–1975), deutscher Sportler und Sportfunktionär
- Linde, Wilhelm von (1848–1922), preußischer General der Infanterie
- Linde, Winfried Werner (1943–2024), österreichischer Autor
- Linde-Heiliger, Ruth Maria (1916–1996), deutsche Holzbildhauerin
- Linde-Lubaszenko, Edward (* 1939), polnischer Schauspieler
- Linde-Walther, Heinrich Eduard (1868–1939), deutscher Maler, Kinderbuchillustrator

### Lindeb
- Lindebaum, Judith (* 1981), deutsche Journalistin und FernsehmoderatorinJudith Lindebaum (* 1981)

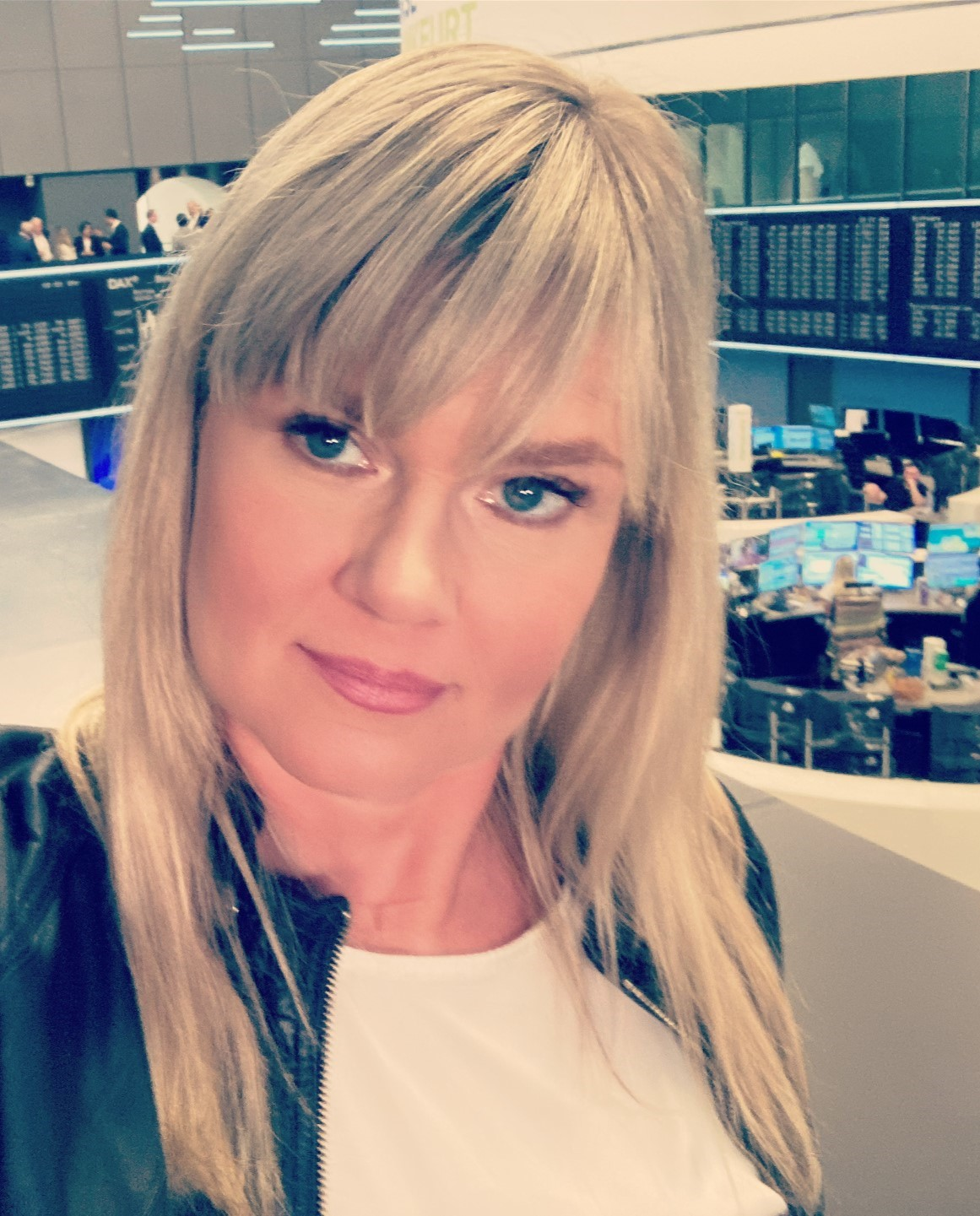
Judith Lindebaum (* 1981)

- Lindeberg, Astrid (* 1942), finnische Basketballspielerin
- Lindeberg, Carl (1876–1961), schwedischer Maler, Illustrator und Gebrauchsgrafiker, von dem viele Illustrationen für Karl May stammen
- Lindeberg, Jarl Waldemar (1876–1932), finnischer Mathematiker
- Lindebner, Joseph (1845–1922), deutscher Maschinenbauingenieur, Jesuit und Missionar der Sioux-Indianer
- Lindeborg, Susanna (* 1952), schwedische Fusion- und Jazzmusikerin (Piano, Keyboards, Elektronik, Komposition)
- Lindebrække, Sjur (1909–1998), norwegischer Jurist und Politiker, Mitglied des Storting
- Lindeburg, Tea (* 1977), dänische Filmregisseurin

### Lindec
- Lindeck, Anton (1871–1956), deutscher Rechtsanwalt und Mitglied des Vorläufigen Reichswirtschaftsrates
- Lindeck, Stephan (1864–1911), deutscher Physiker
- Lindeck, Wilhelm (1833–1911), deutscher Bankier
- Lindecker, Jürg (* 1940), Schweizer Elektroingenieur, Manager und Autor
- Lindecker, Werner (1908–1998), Schweizer Elektroingenieur, Jagdpilot und Manager
- Lindecrantz, Gunnar (1921–2005), schwedischer Hochspringer

### Lindeg
- Lindegaard, Anders (* 1984), dänischer Fußballspieler
- Lindegger, Albert (1904–1991), Schweizer Maler und Zeichner
- Lindegger, Fredy (* 1965), Schweizer Politiker (GP)
- Lindegren, Agi (1858–1927), schwedischer Architekt, Maler und Zeichner
- Lindegren, Amalia (1814–1891), schwedische Genre- und Porträtmalerin
- Lindegren, Erik (1910–1968), schwedischer Lyriker, Übersetzer, Kritiker und Essayist
- Lindegren, Johan (1842–1908), schwedischer Komponist, Kirchenmusiker, Musiktheoretiker und -pädagoge
- Lindegren, Lennart (* 1950), schwedischer Astronom
- Lindegren, Yngve (1912–1990), schwedischer Fußballspieler
- Lindegren, Yrjö (1900–1952), finnischer Architekt

### Lindei
- Lindeiner genannt von Wildau, Hanns-Gero von (1912–1984), deutscher Forstmann, Jäger, Diplomat und Politiker (CDU), MdB
- Lindeiner genannt von Wildau, Hans-Erdmann von (1883–1947), deutscher Politiker (DNVP), MdR

### Lindek
- Lindekens, Jean (* 1948), belgischer Radrennfahrer

### Lindel
- Lindell, Bo (1922–2016), schwedischer Physiker und Universitätsprofessor
- Lindell, Christian (* 1991), schwedisch-brasilianischer Tennisspieler
- Lindell, Esa (* 1994), finnischer Eishockeyspieler
- Lindell, Ivar (1940–2020), schwedischer Jazzmusiker (Kontrabass)
- Lindell, Mike (* 1961), US-amerikanischer Unternehmer und Verschwörungsideologe
- Lindell, Unni (* 1957), norwegische Schriftstellerin, Übersetzerin und Journalistin
- Lindell-Vikarby, Jessica (* 1984), schwedische Skirennläuferin
- Lindelof, Damon (* 1973), US-amerikanischer Drehbuchautor und FilmproduzentDamon Lindelof (* 1973)

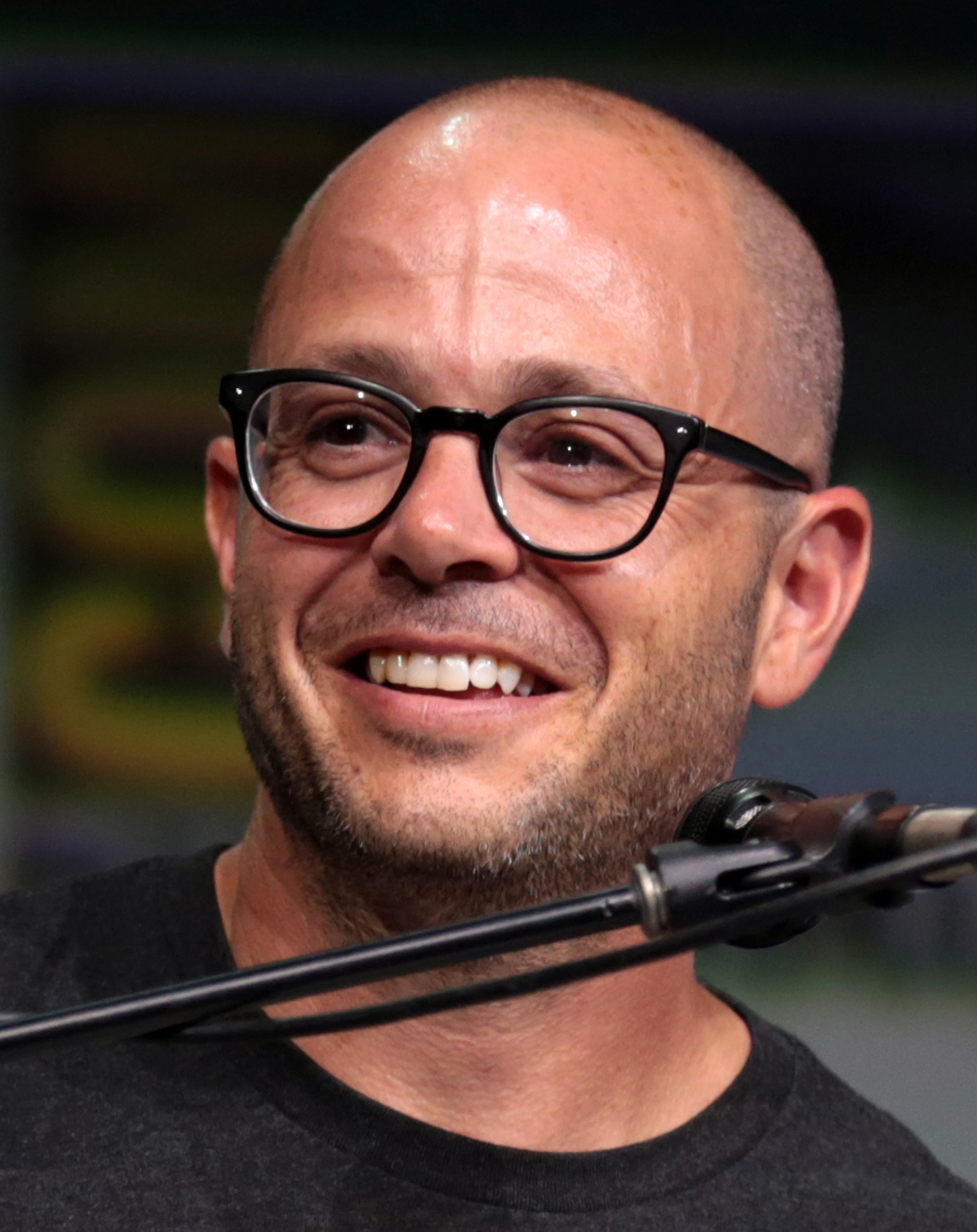
Damon Lindelof (* 1973)

- Lindelöf, Ernst Leonard (1870–1946), finnischer Mathematiker
- Lindelof, Friedrich von (1794–1882), Ministerpräsident im Großherzogtum Hessen und Professor der Rechtswissenschaften
- Lindelöf, Lorenz (1827–1908), finnischer Mathematiker
- Lindelöf, Victor (* 1994), schwedischer Fußballspieler
- Lindelöw, Douglas (* 1990), schwedischer Springreiter

### Lindem
- Lindeman, Bert-Jan (* 1989), niederländischer Radrennfahrer
- Lindeman, Karl von (1856–1915), sächsischer General der Infanterie
- Lindeman, Ludvig Mathias (1812–1887), norwegischer Komponist
- Lindeman, Monika (* 1985), finnische Schauspielerin
- Lindeman, Moritz (1823–1908), deutscher Stenograph und Journalist
- Lindeman, Ole Andreas (1769–1857), norwegischer Komponist
- Lindeman, Peter Brynie (1858–1930), norwegischer Organist und Komponist
- Lindeman, Ty Alexander (* 1997), kanadischer Badmintonspieler
- Lindemann, Adolf (1880–1954), deutscher Gymnasiallehrer
- Lindemann, Adolf Friedrich (1846–1931), britischer Ingenieur und Hobby-Astronom
- Lindemann, Albert S. (* 1938), US-amerikanischer Historiker
- Lindemann, Andreas (* 1943), deutscher evangelischer Theologe und Neutestamentler
- Lindemann, Anke (* 1967), deutsche Volleyballspielerin
- Lindemann, Anna (1892–1959), deutsche Pädagogin, Redakteurin und Hochschullehrerin
- Lindemann, August (1842–1921), deutscher Architekt, kommunaler Baubeamter in Berlin
- Lindemann, August (1880–1970), deutscher Chirurg
- Lindemann, Benedikt (* 1958), deutscher Geistlicher, Abt der Benediktinerabtei Hagia Maria Sion (seit 2006 wieder Dormitio-Abtei) in Jerusalem
- Lindemann, Bernd Wolfgang (* 1951), deutscher Kunsthistoriker und Museumsleiter
- Lindemann, Berthold (1929–2014), deutscher Buchautor, Hobbyhistoriker
- Lindemann, Björn (* 1984), deutscher FußballspielerBjörn Lindemann (* 1984)

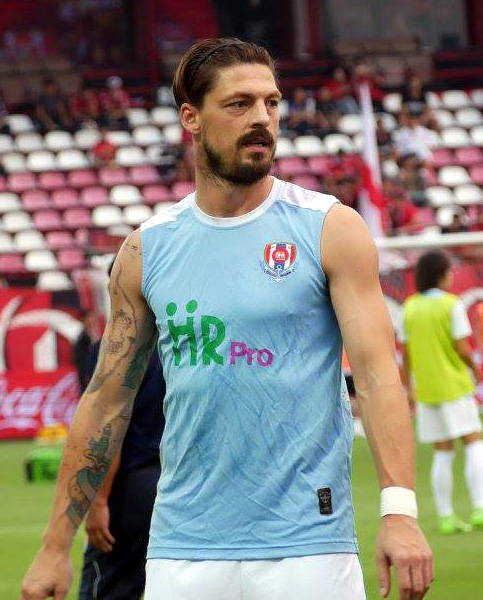
Björn Lindemann (* 1984)

- Lindemann, Caspar († 1536), deutscher Mediziner
- Lindemann, Christian Wilhelm (1798–1867), deutscher Richter und Politiker
- Lindemann, Christine (* 1970), deutsche Handballspielerin
- Lindemann, Christoph Friedrich Heinrich (1749–1816), evangelisch-lutherischer Prediger und landeskundlicher Publizist Menorcas
- Lindemann, Clemens (* 1947), deutscher Kommunalpolitiker, Landrat des Saarpfalz-Kreises
- Lindemann, Cyriacus († 1568), deutscher Pädagoge
- Lindemann, Daniel (* 1985), deutscher Schauspieler
- Lindemann, David (* 1977), deutscher politischer Beamter (SPD)
- Lindemann, Dieter (1951–2003), deutscher Schwimmtrainer
- Lindemann, Eckard (1937–2023), deutscher Jurist und Politiker (CDU), Bezirksbürgermeister von Berlin-Charlottenburg
- Lindemann, Elke (* 1943), deutsche Politikerin (SPD), MdV, MdL
- Lindemann, Erich (1888–1945), deutscher Phykologe
- Lindemann, Erich (1894–1934), deutscher Arzt
- Lindemann, Ernst (1865–1929), deutscher Manager
- Lindemann, Ernst (1869–1943), deutscher Maler
- Lindemann, Ernst (1894–1941), deutscher Marineoffizier, zuletzt Kapitän zur See und Kommandant der Bismarck im Zweiten WeltkriegErnst Lindemann (1894–1941)

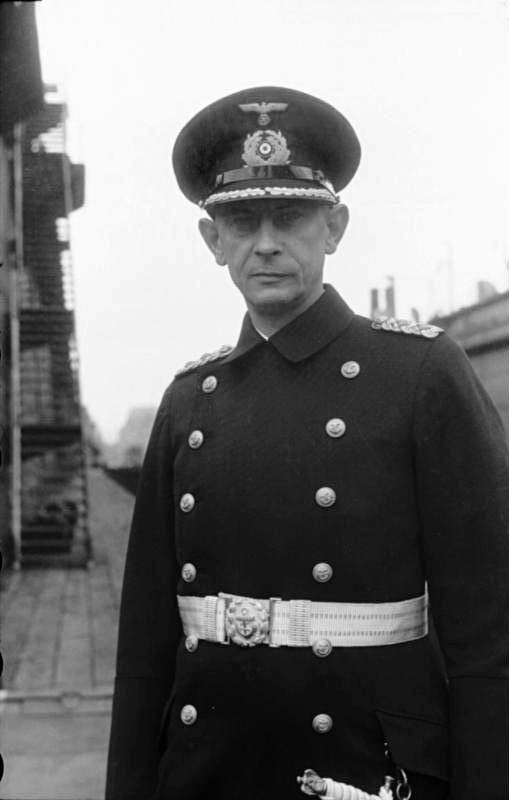
Ernst Lindemann (1894–1941)

- Lindemann, Ernst (1936–2021), deutscher Agrarwissenschaftler und Hochschullehrer
- Lindemann, Ernst Heinrich (1833–1900), deutscher Politiker
- Lindemann, Ferdinand von (1852–1939), deutscher Mathematiker
- Lindemann, Florian (1953–2011), deutscher Pädagoge
- Lindemann, François (* 1950), Schweizer Jazzpianist und Komponist
- Lindemann, Frank (* 1961), deutscher Fußballspieler
- Lindemann, Frederick, 1. Viscount Cherwell (1886–1957), britischer Physiker und Beamter deutscher Herkunft
- Lindemann, Friedrich (1792–1854), deutscher Altphilologe und Gymnasiallehrer
- Lindemann, Friedrich (1868–1954), deutscher Generalleutnant
- Lindemann, Friedrich (1898–1950), deutscher Schriftsteller und Journalist
- Lindemann, Friedrich Carl Adolf von (* 1771), deutscher Offizier
- Lindemann, Fritz (1894–1944), deutscher General der Artillerie, Mitglied im Widerstand gegen das Dritte Reich
- Lindemann, Georg (1884–1963), deutscher Offizier und Generaloberst im Zweiten WeltkriegGeorg Lindemann (1884–1963)

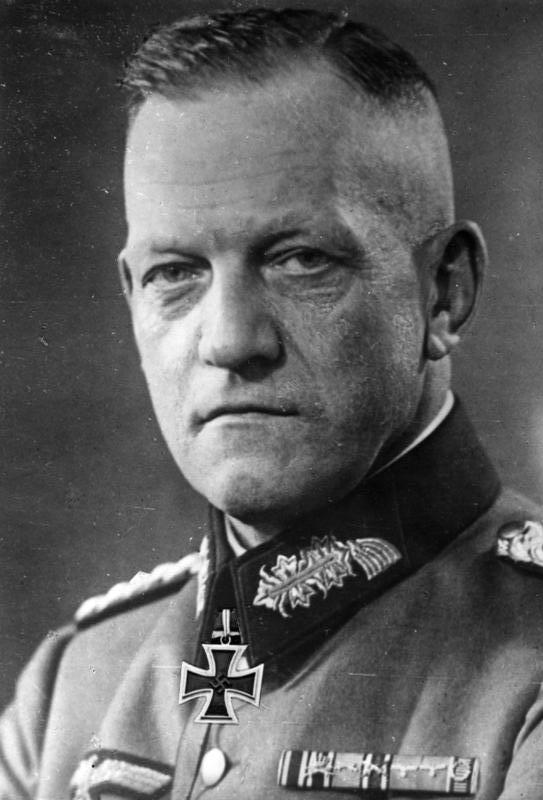
Georg Lindemann (1884–1963)

- Lindemann, Georg (1885–1961), deutscher Jurist, Novemberrevolutionär, NS-Opfer, Bürgermeister und Stadtdirektor
- Lindemann, Gerhard (1896–1994), deutscher Offizier, zuletzt Generalmajor im Zweiten Weltkrieg
- Lindemann, Gerhard (1963–2020), deutscher Theologe und Kirchenhistoriker
- Lindemann, Gert (* 1947), deutscher Beamter und Politiker
- Lindemann, Gesa (* 1956), deutsche Soziologin
- Lindemann, Gisela (1938–1989), deutsche Literaturkritikerin, Literaturwissenschaftlerin, Rundfunkredakteurin
- Lindemann, Guido (* 1955), Schweizer Eishockeyspieler
- Lindemann, Gunnar (* 1970), deutscher Politiker (AfD), MdA
- Lindemann, Gustav (1872–1960), deutscher Theaterregisseur
- Lindemann, Hannes (1922–2015), deutscher Segelpionier
- Lindemann, Hans (1896–1966), Präsident des Gauarbeitsamtes Hamburg
- Lindemann, Hans (* 1947), deutscher Fußballspieler
- Lindemann, Hans-Joachim (1920–2012), deutscher Gynäkologe und Geburtshelfer
- Lindemann, Hartmut (* 1953), deutscher Bratschist und Hochschulprofessor
- Lindemann, Heinrich Simon (1807–1855), deutscher Philosoph und Hochschullehrer
- Lindemann, Heinz (1917–1986), deutscher Facharzt, langjähriger Vizepräsident der Ärztekammer Niedersachsen
- Lindemann, Helmut (1912–1998), deutscher Jurist, Publizist, Übersetzer und Autor
- Lindemann, Hermann, deutscher Fußballspieler
- Lindemann, Hermann (1880–1952), deutscher Jurist und Kommunalpolitiker (NSDAP)
- Lindemann, Hermann (1910–2002), deutscher Fußballspieler und -trainer
- Lindemann, Holger (* 1970), deutscher Erziehungswissenschaftler, Systemtheoretiker und Konstruktivist
- Lindemann, Hugo (1867–1949), deutscher Hochschullehrer und Politiker (SPD), MdR
- Lindemann, Ilsetraud (1923–1996), deutsche Lokalhistorikerin
- Lindemann, Ingbert (* 1945), deutscher Pastor und Autor
- Lindemann, Irmgard (* 1939), deutsche Buchhändlerin, Lehrerin, Autorin und Übersetzerin
- Lindemann, Johann (1475–1519), deutscher Beamter und sächsischer Kommunalpolitiker
- Lindemann, Johann (1488–1554), deutscher evangelischer Theologe
- Lindemann, Johann († 1630), deutscher Kirchenlieddichter und -Komponist
- Lindemann, Johann Gottlieb (1757–1829), deutscher evangelisch-lutherischer Pfarrer und Autor
- Lindemann, Johanna (* 1974), deutschsprachige Autorin
- Lindemann, Josef (1880–1962), deutscher Figuren-, Landschafts- und Stilllebenmaler der Düsseldorfer Schule
- Lindemann, Julius (1789–1855), deutscher Befreiungskämpfer und Generalmajor
- Lindemann, Julius (1822–1886), deutscher Opernsänger (Bass)
- Lindemann, Karl (1847–1929), russischer Zoologe, Entomologe und Vertreter der Interessen der deutschen Kolonisten
- Lindemann, Karl (1881–1965), Präsident der Reichswirtschaftskammer und NSDAP-Mitglied
- Lindemann, Karl Ferdinand (1714–1782), kursächsischer Verwaltungspolitiker und Mitglied des Sächsischen Rétablissement
- Lindemann, Kevin, deutscher Behindertensportler (Bowling)
- Lindemann, Kim (* 1982), Schweizer Eishockeyspieler
- Lindemann, Klaus (1926–2007), deutscher Grafiker, Fotograf und Maler
- Lindemann, Klaus (1930–2004), deutscher Featureautor, Dramaturg und Regisseur
- Lindemann, Klaus (* 1941), deutscher Gymnasiallehrer und Germanist
- Lindemann, Kurt (1901–1966), deutscher Orthopäde, Hochschullehrer und Rektor der Ruprecht-Karls-Universität Heidelberg
- Lindemann, Lars (* 1971), deutscher Politiker (FDP), MdB
- Lindemann, Laura (* 1996), deutsche TriathletinLaura Lindemann (* 1996)

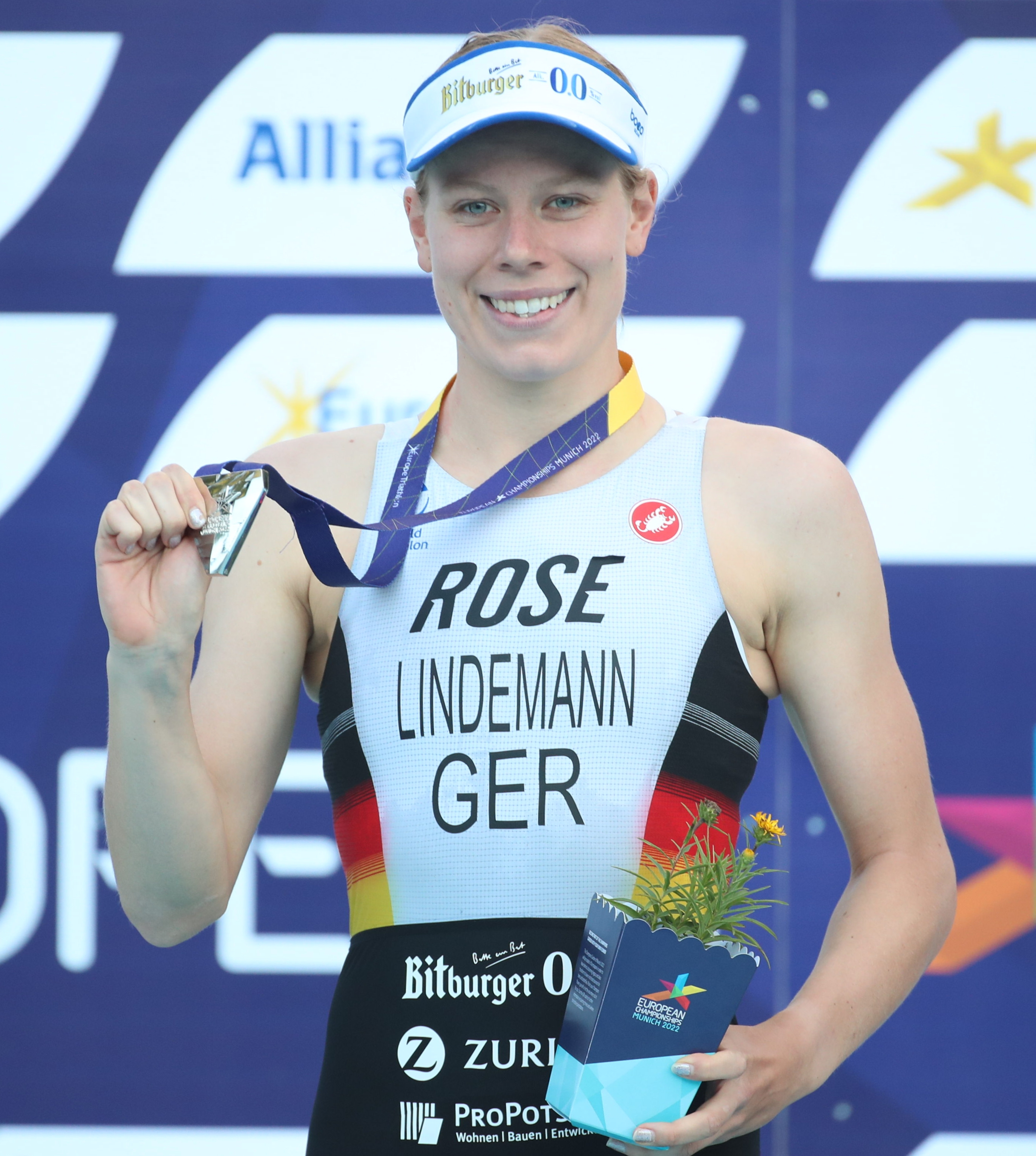
Laura Lindemann (* 1996)

- Lindemann, Laurentius (1520–1585), Rechtswissenschaftler und sächsischer Staatsmann
- Lindemann, Lütting, deutscher Fußballspieler
- Lindemann, Lutz (* 1949), deutscher Fußballspieler und Trainer
- Lindemann, Maggie (* 1998), US-amerikanische Singer-SongwriterinMaggie Lindemann (* 1998)

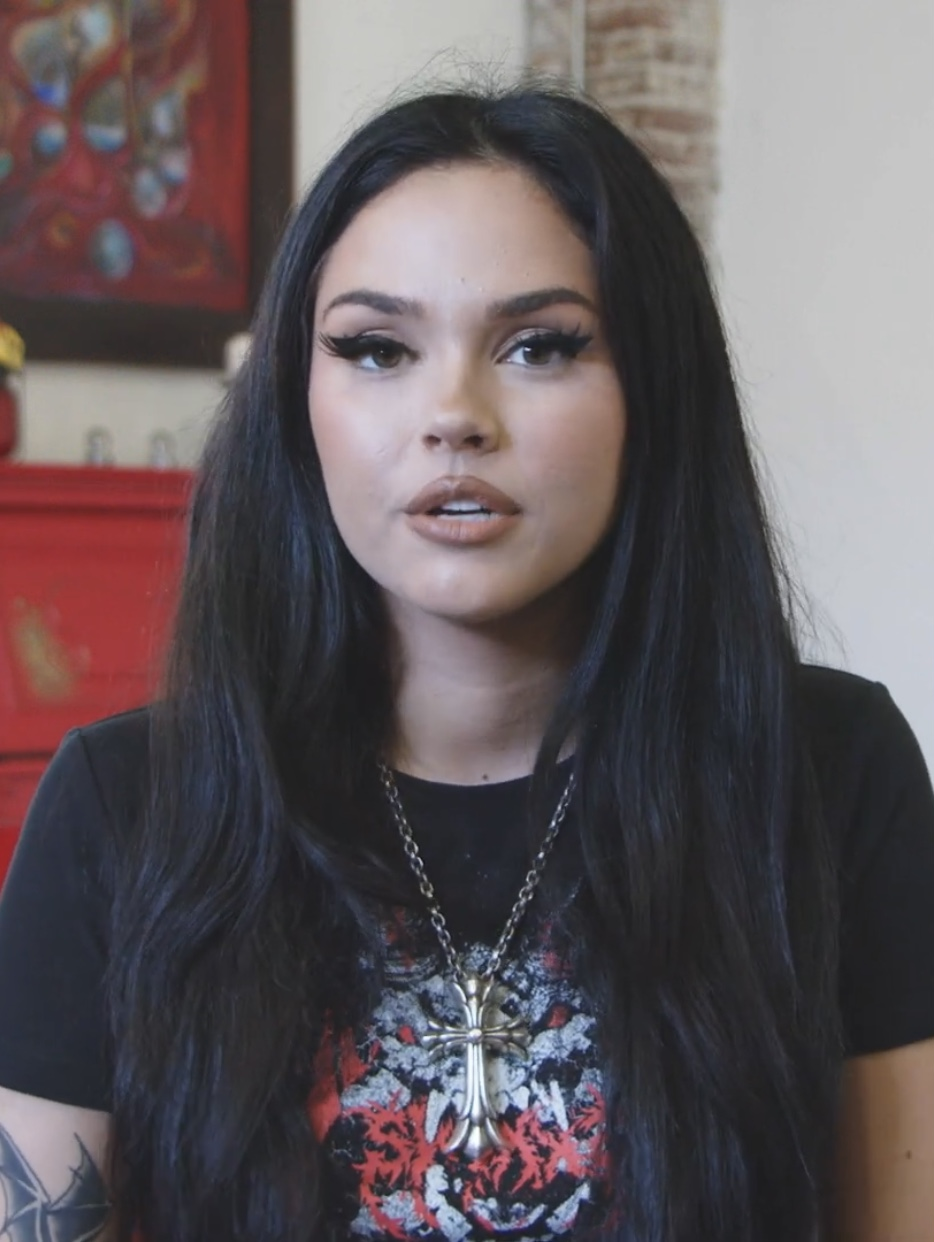
Maggie Lindemann (* 1998)

- Lindemann, Marcus (* 1966), deutscher Sportjournalist
- Lindemann, Marit (* 1992), deutsche Triathletin
- Lindemann, Markus (* 1953), Schweizer Eishockeyspieler
- Lindemann, Mary (* 1949), amerikanische Historikerin und Hochschullehrerin
- Lindemann, Michael (* 1975), deutscher Jurist und Hochschullehrer
- Lindemann, Oskar (1880–1914), deutscher Architekt
- Lindemann, Paul (1871–1924), Oberbürgermeister von Kiel
- Lindemann, Paul (1896–1955), Senatssyndicus in Hamburg
- Lindemann, Peer (* 2001), deutscher Volleyballspieler
- Lindemann, Peter (1933–2019), deutscher Richter und Ministerialbeamter, Präsident des Landessozialgerichts Niedersachsen
- Lindemann, Philipp (1783–1861), deutscher Advokat und Abgeordneter
- Lindemann, Rolf (1933–2017), deutscher Maler und Grafiker
- Lindemann, Rolf (* 1957), deutscher Politiker (SPD) und Landrat
- Lindemann, Ronny (* 1980), deutscher Karambolagespieler
- Lindemann, Rosa (1876–1958), deutsche kommunistische Widerstandskämpferin
- Lindemann, Stefan (* 1969), deutscher Komponist
- Lindemann, Stefan (* 1980), deutscher Eiskunstläufer
- Lindemann, Sulaika (* 1991), deutsche Schauspielerin indischer Herkunft
- Lindemann, Sven (* 1978), Schweizer Eishockeyspieler
- Lindemann, Theodor (1831–1903), deutscher Arzt, Geheimer Sanitätsrat und Leiter der Henriettenstiftung
- Lindemann, Thomas (* 1972), deutscher Autor, Redakteur und Musiker
- Lindemann, Thomas der Ältere (1570–1632), deutscher Rechtswissenschaftler, Hochschullehrer und Rektor
- Lindemann, Till (* 1963), deutscher MusikerTill Lindemann (* 1963)

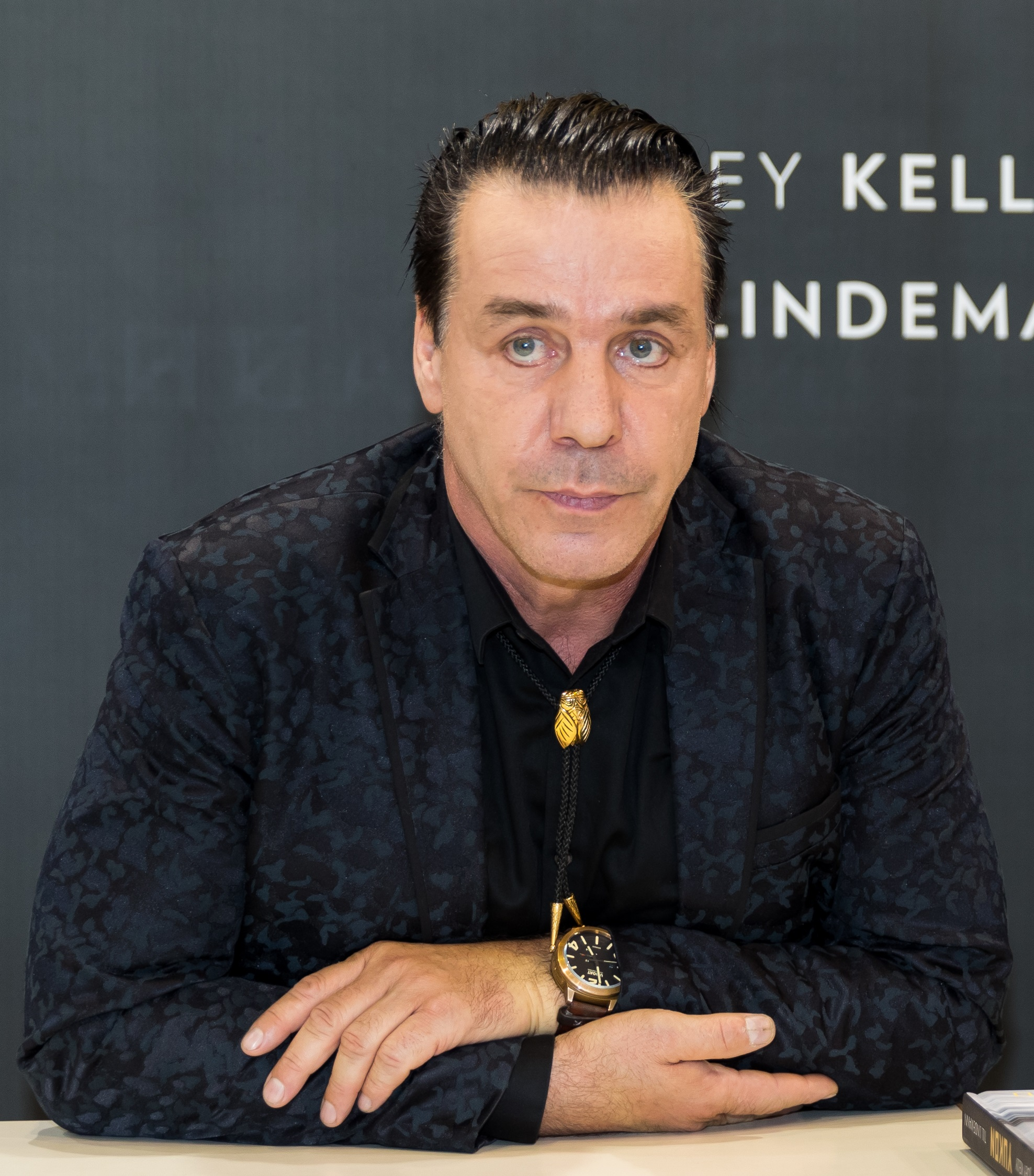
Till Lindemann (* 1963)

- Lindemann, Udo (* 1948), deutscher Maschinenbauingenieur und Hochschullehrer
- Lindemann, Uwe (* 1966), deutscher Komparatist und Mykologe
- Lindemann, Walter (1893–1985), deutscher Lehrer, Hochschullehrer und Aktivist der Freidenkerbewegung
- Lindemann, Werner (1926–1993), deutscher Schriftsteller
- Lindemann, Wilhelm (1828–1879), deutscher Literaturhistoriker, Geistlicher und Politiker
- Lindemann, Wilhelm (1882–1941), deutscher Sänger und Musiker, Textdichter und Schlagerkomponist
- Lindemann-Frommel, Karl (1819–1891), Landschaftsmaler, Zeichner, Lithograf
- Lindemann-Frommel, Manfred (1852–1939), deutscher Marinemaler
- Lindemann-Meyer zu Rahden, Adelheid (1924–2008), deutsche Landwirtin und Präsidentin des Deutschen Landfrauenverbandes
- Lindemark Jørgensen, Paul (1916–1988), dänischer Segler
- Lindemayr, Maurus (1723–1783), österreichischer Schriftsteller
- Lindemeier, Daniela (* 1992), namibische Schwimmerin
- Lindemeier, Jörg (* 1968), namibischer Schwimmer und Schwimmtrainer
- Lindemer, Christine (1909–1999), deutsche Schauspielerin
- Lindemeyer, Elke (1956–1996), deutsche Vorderasiatische Archäologin
- Lindemulder, Janine (* 1968), US-amerikanische SchauspielerinJanine Lindemulder (* 1968)

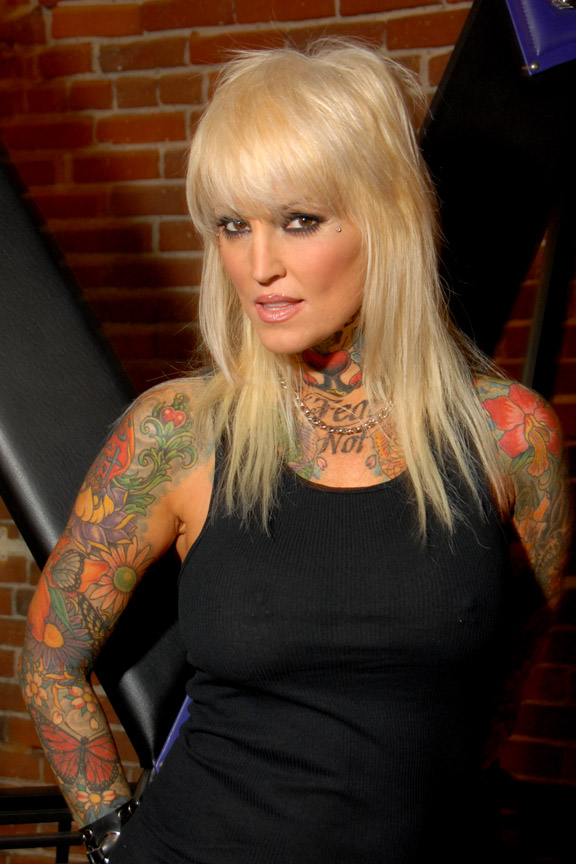
Janine Lindemulder (* 1968)

### Linden
- Linden d’Hooghvorst, Emmanuel van der (1781–1866), niederländischer und später belgischer Politiker
- Linden, Ada (1847–1911), deutsche Lehrerin und Schriftstellerin
- Lindén, Aki (* 1952), finnischer Politiker (Sozialdemokratische Partei)
- Linden, Andreas (* 1965), deutscher Leichtathlet
- Linden, Andy, britischer Schauspieler
- Linden, Andy (1922–1987), US-amerikanischer Automobilrennfahrer
- Linden, Carl von (1801–1870), württembergischer Adliger
- Linden, Charles (* 1968), britischer Lebensberater und Buchautor
- Linden, Christian Bogislaw von (1707–1779), königlich preußischer Generalmajor
- Linden, David (* 1961), US-amerikanischer Neurobiologe
- Linden, Desiree (* 1983), US-amerikanische Langstreckenläuferin
- Linden, Detlof Gustav Friedrich von († 1761), preußischer Kriegs- und Domänenrat, Gesandter in Schweden
- Linden, Donald (1877–1964), kanadischer Geher
- Linden, Eike von der (* 1941), deutscher Bergbauingenieur, Berater und Buchautor
- Linden, Elly (1895–1987), deutsche Politikerin (SPD), MdL
- Linden, Eric (1909–1994), US-amerikanischer Schauspieler
- Lindén, Erik (1880–1952), schwedischer Segler
- Linden, Felix (* 1988), deutscher Handballtrainer
- Linden, Franz (1873–1923), deutscher Bildhauer
- Linden, Franz a Paula von (1800–1888), württembergischer Diplomat und Gesandter
- Linden, Franz Anton Christoph van der (1804–1877), deutscher Kaufmann und Fabrikant
- Linden, Franz Josef Ignaz von (1760–1836), deutscher Jurist und Politiker
- Linden, Georg (* 1911), deutscher Landrat des Kreises Schleiden
- Linden, Hal (* 1931), US-amerikanischer Schauspieler
- Linden, Hans Antoni († 1619), Gold- und Silberschmied
- Linden, Heinrich van der († 1391), deutscher Schöffe und Bürgermeister der Freien Reichsstadt Aachen
- Linden, Herbert (1899–1945), deutscher Mediziner, Obergutachter der Aktion T4, Reichsbeauftragter für Pflege- und Heilanstalten
- Linden, Iduberga (1905–1943), deutsche römisch-katholische Ordensfrau, Missionsschwester und Märtyrin
- Linden, Isabelle (* 1991), deutsche FußballspielerinIsabelle Linden (* 1991)

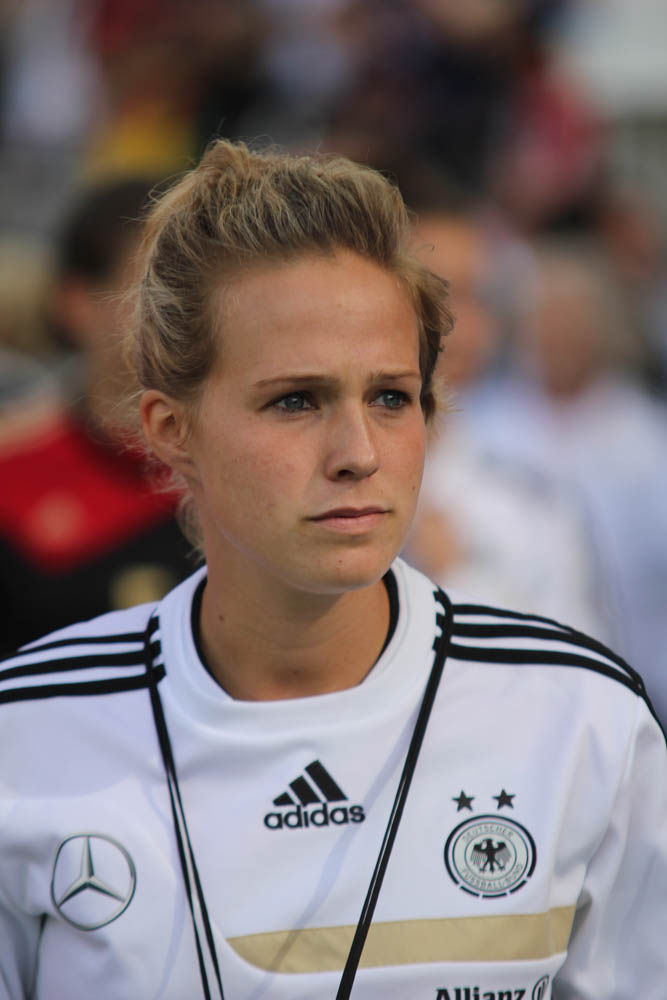
Isabelle Linden (* 1991)

- Linden, Jaap ter (* 1947), niederländischer Cellist, Gambist und Dirigent
- Linden, Jakobus (1886–1950), deutscher Bildhauer
- Linden, Jean (1817–1898), luxemburgisch-belgischer Botaniker
- Linden, Johan van der (* 1961), niederländischer Saxophonist, Arrangeur und Komponist
- Linden, Johannes Antonides van der (1609–1664), niederländischer Mediziner, Botaniker und Bibliothekar
- Linden, Josef (1926–2017), deutscher Landrat des Kreises Euskirchen (1976–1994)
- Linden, Joseph von (1804–1895), deutscher Jurist und Politiker
- Linden, Jürgen (* 1947), deutscher Politiker (SPD), Oberbürgermeister der Stadt Aachen
- Linden, Karl von (1838–1910), deutscher Staatsbeamter und Mäzen
- Linden, Kerstin (* 2008), schwedische Schauspielerin
- Linden, Kerstin von der (* 1972), deutsche Journalistin und FernsehmoderatorinKerstin von der Linden (* 1972)

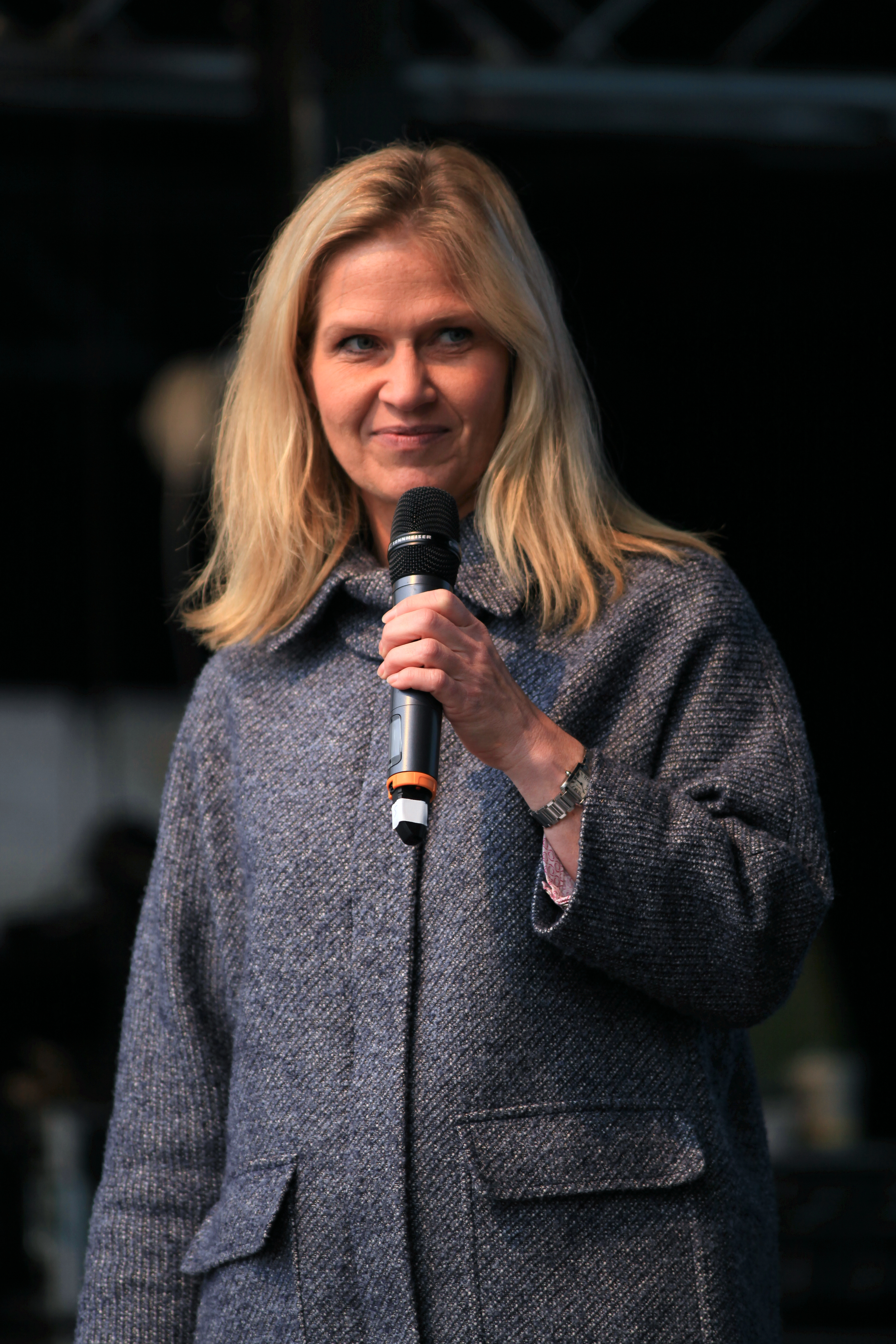
Kerstin von der Linden (* 1972)

- Linden, Lieke van der (* 2001), niederländische Handballspielerin
- Linden, Ludwig, deutscher Diplomat
- Linden, Ludwig von (1808–1889), deutsch-schweizerischer Militär
- Linden, Maarten van der (* 1969), niederländischer Ruderer
- Lindén, Magnus (* 1979), schwedischer Handballspieler und -trainer
- Linden, Marc van (* 1976), deutscher Techno/Progressive/Trance-DJ, Musikproduzent und Labelowner
- Linden, Marcel van der (* 1952), niederländischer Historiker
- Linden, Maria von (1869–1936), deutsche Zoologin, Parasitologin und Bakteriologin; eine der ersten deutschen Professorinnen
- Linden, Marianna (* 1975), deutsche Schauspielerin
- Linden, Markus (* 1973), deutscher Politikwissenschaftler
- Linden, Michael (* 1948), deutscher Neurologe, Psychiater und PsychotherapeutMichael Linden (* 1948)

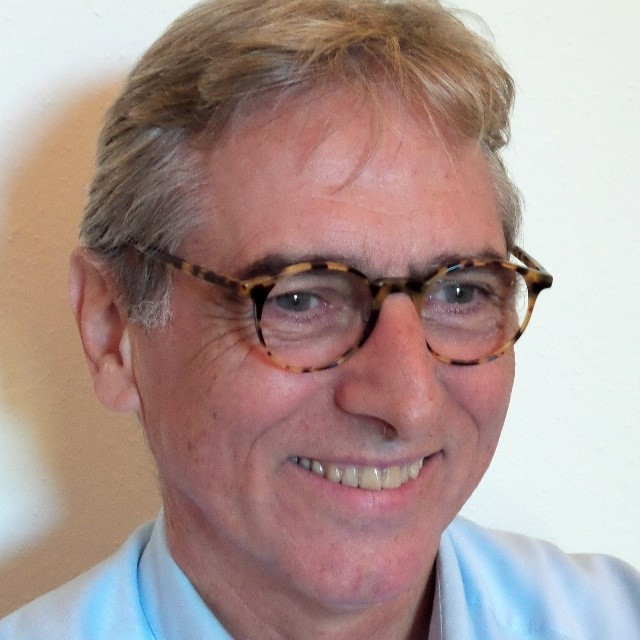
Michael Linden (* 1948)

- Linden, Nico ter (1936–2018), niederländischer Theologe und Schriftsteller
- Lindén, Olle (* 1921), schwedischer Mittelstreckenläufer
- Linden, Paul (* 1947), britischer Mathematiker und Strömungsmechaniker
- Linden, Pierre van der (* 1946), niederländischer Jazzschlagzeuger
- Linden, Raymund (1904–1981), deutscher Ordenspriester und Kirchenhistoriker
- Linden, Reinhard (* 1957), deutscher Operndirektor
- Linden, René van der (* 1943), niederländischer Politiker
- Linden, Rick van der (1946–2006), niederländischer Komponist und Keyboarder
- Linden, Rotger († 1584), Abt des Klosters Grafschaft
- Lindén, Sara (* 1983), schwedische Fußballspielerin
- Linden, Teunis van der (1884–1965), niederländischer Chemiker
- Linden, Tonny van der (1932–2017), niederländischer Fußballspieler
- Linden, Trevor (* 1970), kanadischer Eishockeyspieler und -funktionär
- Linden, Walther (1895–1943), deutscher Germanist
- Linden, Willi (1922–2006), deutscher Jurist
- Linden-Wolanski, Sabina van der (1927–2011), polnisch-australische Überlebende des Holocaust
- Lindena, Kalin (* 1977), deutsche Bildhauerin, Malerin und Hochschullehrerin
- Lindenaer, Johanna Dorothea (* 1644), niederländische Übersetzerin und vermutlich Verräterin
- Lindenast, Sebastian, deutscher Kupferschmied
- Lindenau, Adam Friedrich August von (1770–1845), sächsischer Generalmajor
- Lindenau, Adam Friedrich von († 1784), kursächsischer Amtshauptmann, Landschaftsdeputierter und Rittergutsbesitzer
- Lindenau, Bernhard von (1779–1854), deutscher Jurist, Astronom, Minister und Mäzen
- Lindenau, Carl Heinrich August von (1755–1842), preußischer Generalleutnant und Reisestallmeister des Königs Friedrich Wilhelm II.
- Lindenau, Erich (1889–1955), deutscher Maler
- Lindenau, Eva (* 1975), deutsche Juristin und JournalistinEva Lindenau (* 1975)

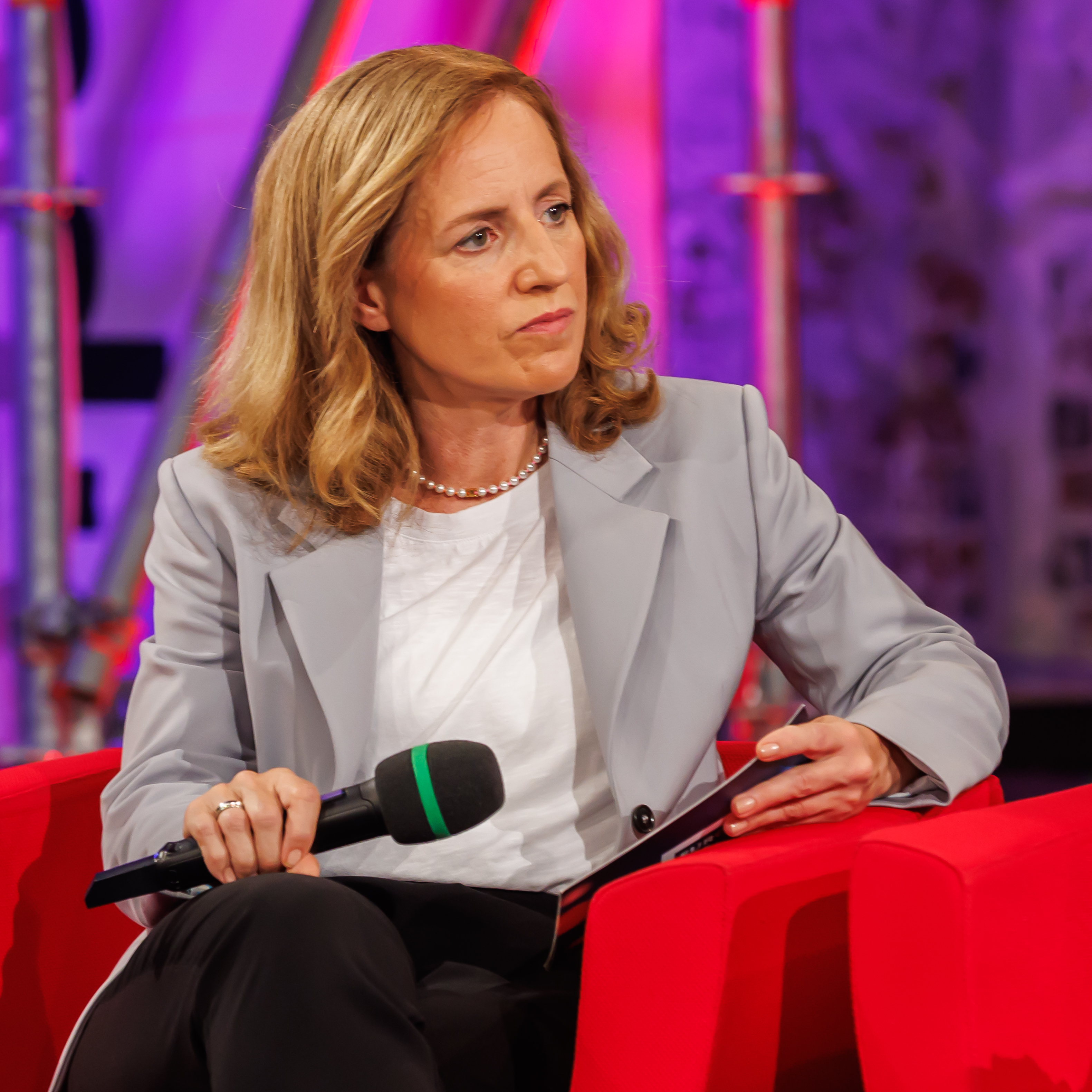
Eva Lindenau (* 1975)

- Lindenau, Gottfried Anshelm von (1693–1749), deutscher Rittergutsbesitzer
- Lindenau, Gottlob Heinrich von (1755–1830), königlich-sächsischer Kammerherr, Kreisoberforstmeister und Rittergutsbesitzer
- Lindenau, Hans von, kursächsischer Gutsbesitzer
- Lindenau, Heinrich Gottlieb von (1723–1789), kursächsischer Wirklicher Geheimer Rat, Kammerherr und Oberstallmeister
- Lindenau, Jakob († 1795), russischer Ethnograph und Forschungsreisender
- Lindenau, Jan (* 1979), deutscher Politiker (SPD)Jan Lindenau (* 1979)

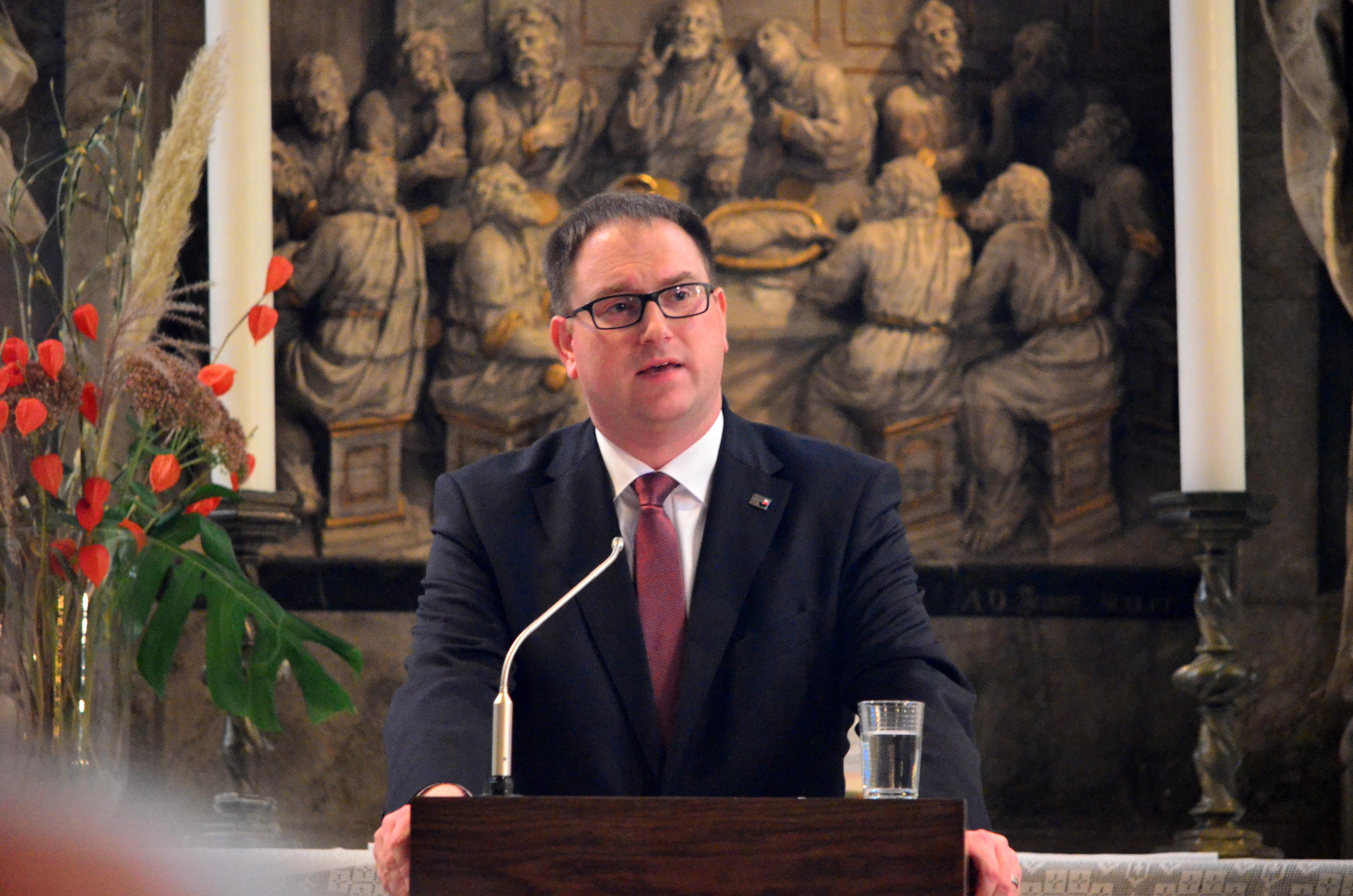
Jan Lindenau (* 1979)

- Lindenau, Johann Friedrich von (* 1694), Hof- und Appellationsrat in Dresden
- Lindenau, Johann George von (1704–1771), deutscher Adliger
- Lindenau, Johann Heinrich von (1586–1615), deutscher Rittergutsbesitzer
- Lindenau, Karl Friedrich von (1746–1817), k. k. Feldzeugmeister und Ritter des Maria-Theresia-Ordens
- Lindenau, Karl von (1857–1909), deutscher Diplomat
- Lindenau, Lothar (* 1942), deutscher Rechtsanwalt
- Lindenau, Paul († 1541), deutscher lutherischer Theologe
- Lindenau, Werner (1892–1975), deutscher Konteradmiral im Zweiten Weltkrieg
- Lindenau, Wolf Gottlob von (1721–1799), kursächsischer Oberstleutnant und Kreiskommissar
- Lindenau, Wolf Hugo von (1828–1900), deutscher Politiker (Freikonservativ, Zentrum)
- Lindenau, Wolf von (1634–1710), kursächsischer Rittergutsbesitzer und Amtshauptmann
- Lindenau, Wolff von (* 1951), deutscher Schauspieler
- Lindenbauer, Alois (* 1947), österreichischer Bildhauer
- Lindenbauer, Christoph (* 1960), österreichischer Kulturjournalist und Musiker
- Lindenbauer, Ernst (1881–1961), Oberbereiter an der Spanischen Hofreitschule in Wien
- Lindenbaum, Adolf (1904–1941), polnischer Logiker und Mathematiker
- Lindenbaum, Pija (* 1955), schwedische Schriftstellerin, Grafikerin und Illustratorin
- Lindenbaum, Robert (1898–1979), sudetendeutscher Schriftsteller
- Lindenbaum, Walter (1907–1945), österreichischer Journalist und Dichter
- Lindenbein, Werner (1902–1987), deutscher Agrikulturbotaniker, Saatgutforscher und Hochschullehrer
- Lindenberg, Brigitte (1924–2015), deutsche Filmschauspielerin und Synchronsprecherin
- Lindenberg, Carl (1850–1928), deutscher Jurist und Philatelist
- Lindenberg, Carlos (1899–1991), brasilianischer Politiker und Rechtsanwalt
- Lindenberg, Christoph (1930–1999), deutscher Anthroposoph, Historiker und Waldorf-Pädagoge
- Lindenberg, Clemens Aap (* 1961), österreichischer Schauspieler
- Lindenberg, Edith (1887–1944), deutsch-jüdische Aktivistin gegen den Nationalsozialismus
- Lindenberg, Eduard (1858–1936), preußischer Landrat
- Lindenberg, Elsa (1906–1990), deutsche Tänzerin, Tanzpädagogin, Choreografin und Tanztherapeutin
- Lindenberg, Erich (1938–2006), deutscher Maler
- Lindenberg, Fritz (* 1904), deutscher kaufmännischer Angestellter und Funktionär
- Lindenberg, Hedwig (1866–1951), deutsche Marinemalerin
- Lindenberg, Heinrich (1842–1924), deutscher evangelischer Geistlicher
- Lindenberg, Heinrich (1902–1982), deutscher Politiker (CDU), MdB, MdEP
- Lindenberg, Hugo (* 1978), französischer Schriftsteller und Journalist
- Lindenberg, Janin (* 1987), deutsche Leichtathletin
- Lindenberg, Johann Bernhard Wilhelm (1781–1851), deutscher Jurist und Botaniker
- Lindenberg, Johann C. (* 1946), deutscher Leiter von Unilever und des Markenverbandes
- Lindenberg, Johann Carl (1798–1892), deutscher evangelisch-lutherischer Theologe, Senior des Geistlichen Ministeriums in Lübeck
- Lindenberg, Johann Caspar (1740–1824), Lübecker Bürgermeister
- Lindenberg, Karl (1883–1945), preußischer Verwaltungsjurist und Landrat
- Lindenberg, Käthe (1906–1980), deutsche Schauspielerin
- Lindenberg, Michael (* 1954), deutscher Dozent für Organisationsformen Sozialer Arbeit an der Evangelischen Hochschule Hamburg (Rauhes Haus)
- Lindenberg, Otto (1894–1968), deutscher Politiker (KPD)
- Lindenberg, Paul (1859–1943), deutscher Schriftsteller
- Lindenberg, Richard (1869–1925), deutscher Unternehmer in der Stahlindustrie, Erbauer des ersten Elektrostahlofens
- Lindenberg, Siegwart (* 1941), deutsch-niederländischer Sozialwissenschaftler
- Lindenberg, Tino (* 1975), deutscher Schauspieler
- Lindenberg, Udo (* 1946), deutscher Rockmusiker, Schriftsteller und KunstmalerUdo Lindenberg (* 1946)

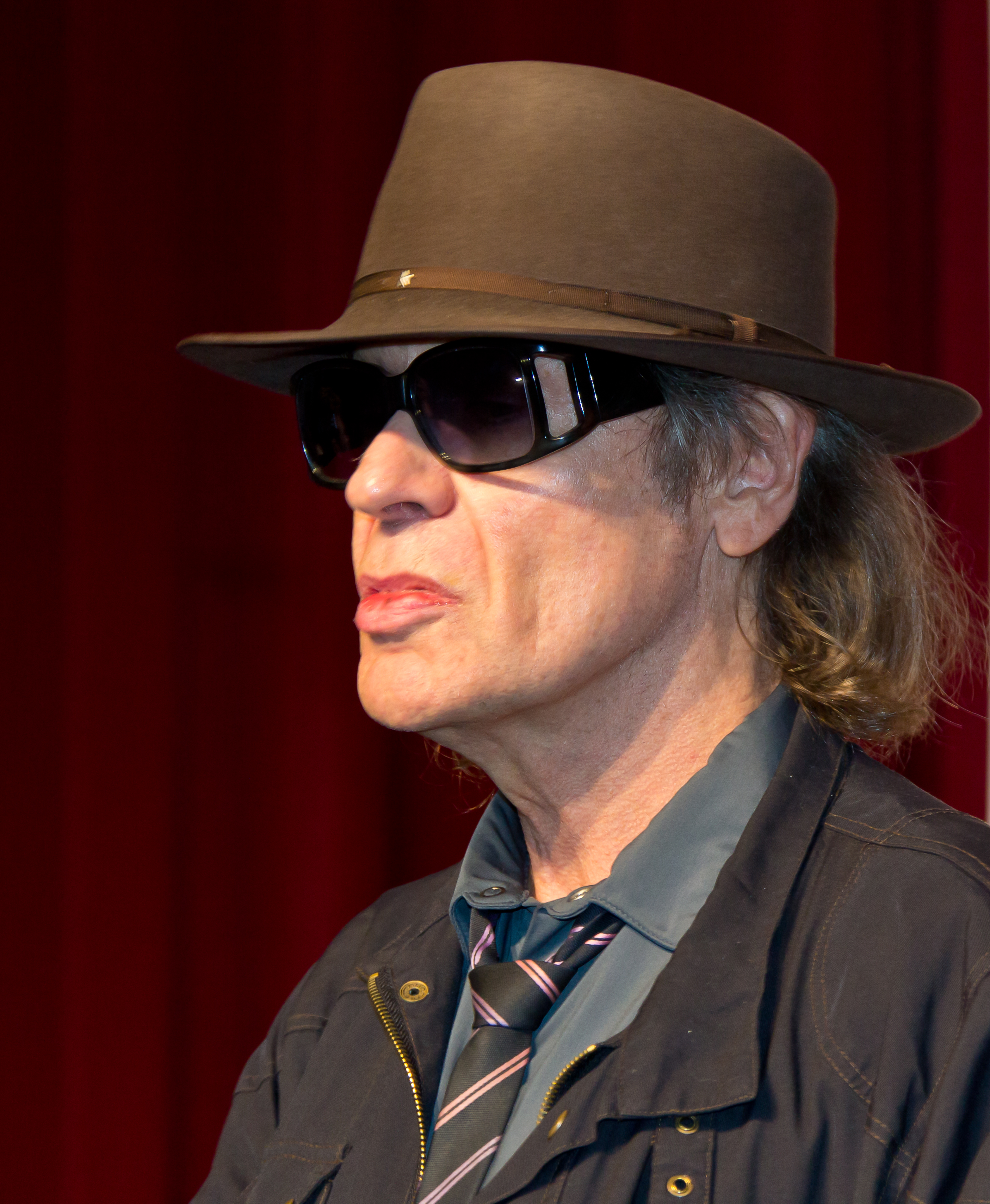
Udo Lindenberg (* 1946)

- Lindenberg, Wilhelm (1853–1923), deutscher Arzt
- Lindenberg, Wladimir (1902–1997), russisch-deutscher Neurologe, Psychiater und Autor
- Lindenberger, Hans (* 1949), österreichischer Politiker (SPÖ), Landesrat in Tirol
- Lindenberger, Klaus (* 1957), österreichischer Fußballtorhüter
- Lindenberger, Thomas (* 1955), deutscher Neuzeit-Historiker und Hochschullehrer
- Lindenberger, Ulman (* 1961), deutscher Psychologe
- Lindenbergh, Olaf (* 1974), niederländischer Fußballspieler
- Lindenbergs, Jūlijs (* 1904), lettischer Fußballtorhüter, Eishockeyspieler und Bandyspieler
- Lindenblatt, Johannes (1882–1945), deutscher römisch-katholischer Priester und Märtyrer
- Lindenblatt, Kurt (1885–1952), deutscher Jurist im konsularischen Dienst und im Bankwesen
- Lindenborn, Ernst (1891–1964), deutscher Pädagoge und erster Rektor der Pädagogischen Hochschule Berlin
- Lindenborn, Heinrich († 1750), deutscher Journalist und Kirchenlieddichter
- Lindenbrog, Erpold (1540–1616), Hamburger Notar und Historiker
- Lindenbrog, Friedrich (1573–1648), deutscher Philologe und Handschriftensammler
- Lindenbrog, Heinrich (1570–1642), deutscher Bibliothekar
- Lindenburger, Hermann (1911–1942), deutscher nationalsozialistischer Funktionär
- Lindener, Boris Alexandrowitsch (1884–1960), russischer Mineraloge und Hochschullehrer
- Lindener, Karl Christian Reinhold von (1742–1828), preußischer Generalmajor, Brigadier der Festungen Glogau, Breslau, Schweidnitz, Brieg mit Sitz in Breslau
- Lindener, Michael († 1562), deutscher Schwankdichter
- Lindenfels, Hans Hellmut von (1888–1967), deutscher Jurist, Landrat im Landkreis Sulzbach-Rosenberg
- Lindenfels, Hans-Achaz Freiherr von (1932–2017), deutscher Rechtsanwalt und Oberbürgermeister
- Lindenfels, Walther von (1878–1938), deutscher Politiker (NSDAP), MdR und SA-Führer
- Lindenhahn, Toni (* 1990), deutscher FußballspielerToni Lindenhahn (* 1990)

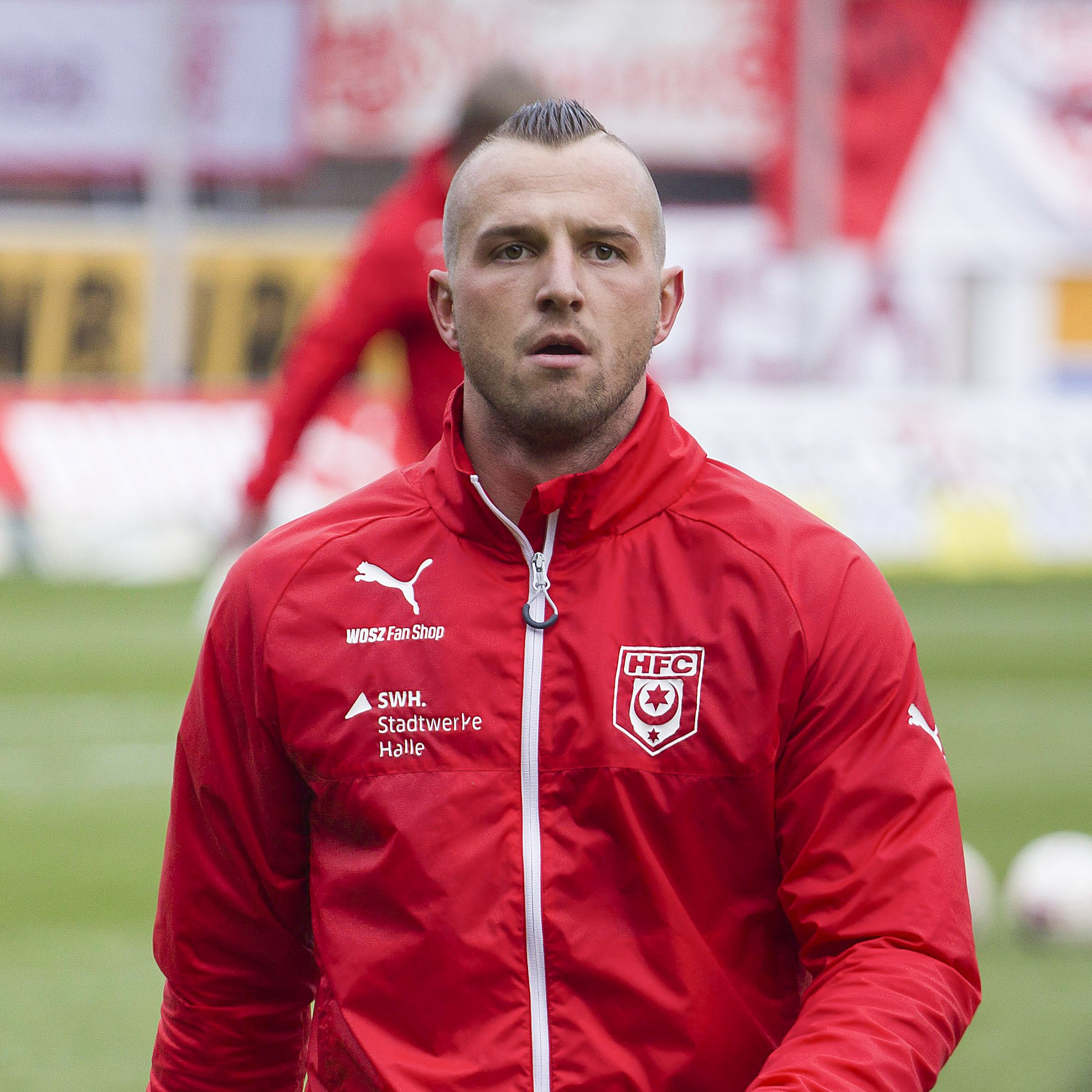
Toni Lindenhahn (* 1990)

- Lindenhan, Andreas Christoph (1774–1836), dänischer Dichter, Bürgermeister und Jurist
- Lindenhayn, Hans (1878–1970), deutscher Rittergutsbesitzer und Industrieller
- Lindenhofer, Christoph (* 1991), österreichischer Eishockeytorwart
- Lindenhofer, Wolfgang, österreichischer Hairstylist und Make-up-Artist
- Lindenlaub, Andreas (* 1949), deutscher Politiker (DSU), MdV
- Lindenlaub, Dieter (* 1937), deutscher Wirtschaftshistoriker und Hochschullehrer
- Lindenlaub, Erich (1930–2019), deutscher Skilangläufer
- Lindenlaub, Johannes († 1529), Abt der Stifte Neukloster und Rein
- Lindenlaub, Karl Walter (* 1957), deutscher Kameramann
- Lindenlaub, Uwe (* 1966), deutscher Tischtennisspieler
- Lindenmaier, Christoph (1953–2009), Schweizer Radiopionier, Arzt und Menschrechts-Aktivist
- Lindenmaier, Fritz (1881–1960), deutscher Jurist, Richter am Bundesgerichtshof
- Lindenmaier, Lukas (1946–2014), Schweizer Schlagzeuger
- Lindenmaier, Werner (1921–2005), deutscher Jurist
- Lindenmair, Jan (* 1978), deutscher Volleyballtrainer
- Lindenmann, Emil (1942–2018), Schweizer Politiker (SVP)
- Lindenmann, Helena († 1630), Oberin der Kapuzinerinnen
- Lindenmann, Hieronymus (1638–1709), Bibliothekar des Klosters St. Gallen
- Lindenmann, Jean (1924–2015), Schweizer Virologe und Immunologe
- Lindenmann, Rudolf (1808–1871), Schweizer Politiker
- Lindenmayer, Aristid (1925–1989), ungarischer theoretischer Biologe
- Lindenmayer, Christian Heinrich (1798–1876), württembergischer Oberamtmann
- Lindenmayer, David, australischer Landschaftsökologe und Naturschutzbiologe
- Lindenmayer, Johann Michael (1796–1858), württembergischer Oberamtmann
- Lindenmayr, Siegfried (* 1956), österreichischer Politiker (SPÖ), Landtagsabgeordneter und Gemeinderat
- Lindenmeier, Heinz (* 1939), deutscher Erfinder
- Lindenmeier, Maria (1923–2016), deutsche Politikerin (SPD), MdL
- Lindenmeyer, Helmut (1904–1974), deutscher Theologe, Pfarrer und Senator (Bayern)
- Lindenmeyer, Mareike (* 1981), deutsche Schauspielerin
- Lindenmeyer, Otto (1866–1952), deutscher Unternehmer der Textilindustrie
- Lindenov, Godske († 1612), dänischer Admiral und Seefahrer
- Lindenov, Hans († 1620), dänischer Richter
- Lindenowski, Johann Christian von (1736–1813), preußischer Verwaltungsbeamter und Oberbürgermeister von Elbing und Danzig
- Lindenschmid, Daniel (* 1992), deutscher Politiker (AfD)
- Lindenschmidt, Theodor-Otto (1917–1982), deutscher Chirurg
- Lindenschmit, Hermann (1857–1939), deutscher Maler
- Lindenschmit, Ludwig der Ältere (1809–1893), deutscher Prähistoriker, Pionier der Urgeschichtsforschung, Historienmaler, Lithograf und Zeichenlehrer
- Lindenschmit, Ludwig der Jüngere (1850–1922), deutscher Prähistoriker
- Lindenschmit, Wilhelm der Ältere (1806–1848), deutscher Historien-Maler
- Lindenschmit, Wilhelm von, der Jüngere (1829–1895), deutscher Maler
- Lindenskov, Jacob (1933–2018), färöischer Politiker der sozialdemokratischen Partei Javnaðarflokkurin sowie ehemaliger Minister in der Landesregierung der Färöer
- Lindenstaedt, Hans-Georg (1904–1975), deutscher Tischtennisspieler
- Lindenstrauss, Elon (* 1970), israelischer Mathematiker
- Lindenstrauss, Joram (1936–2012), israelischer Mathematiker
- Lindenstrauss, Micha (1937–2019), israelischer Richter deutscher Herkunft
- Lindenstruth, Günther (* 1944), deutscher Basketballspieler und -trainer
- Lindenstruth, Norina (* 1999), Schweizer Unihockeyspielerin
- Lindenstruth, Volker (* 1962), deutscher Physiker, Informatiker, Computerspezialist und Hochschullehrer
- Lindenthal, Gustav (1850–1935), US-amerikanischer BrückenbauingenieurGustav Lindenthal (1850–1935)

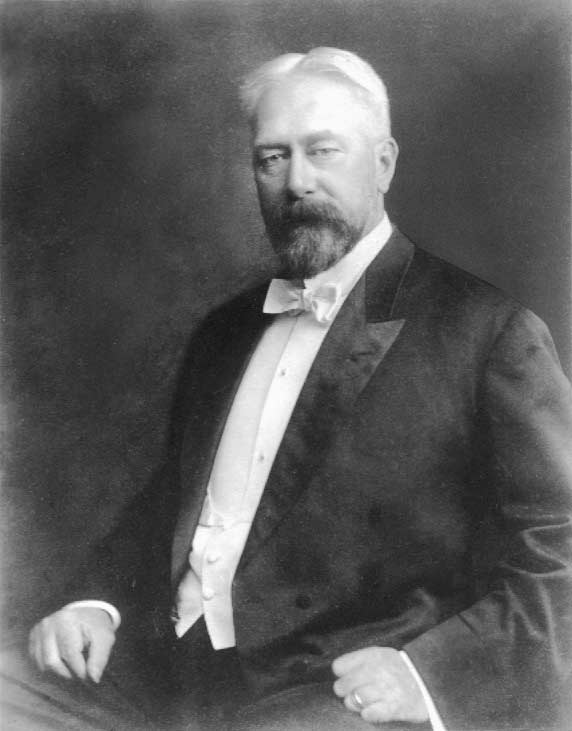
Gustav Lindenthal (1850–1935)

- Lindenthal, Peter (* 1950), österreichischer Autor
- Lindenthaler, Helmut (* 1962), österreichischer Politiker (ÖVP), Abgeordneter zum Salzburger Landtag

### Lindeq
- Lindeque, Zonica (* 2004), südafrikanische Kugelstoßerin und Diskuswerferin
- Lindequist, Arthur von (1855–1937), preußischer Generalleutnant im Ersten Weltkrieg
- Lindequist, Friedrich von (1862–1945), deutscher KolonialbeamterFriedrich von Lindequist (1862–1945)

Friedrich von Lindequist (1862–1945)

- Lindequist, Olof von (1844–1903), preußischer Generalmajor
- Lindequist, Oskar von (1838–1915), preußischer Generalfeldmarschall und Generaladjutant von Kaisers Wilhelm II.

### Linder
- Linder, Alexandra Maria (* 1966), deutsche Publizistin und Übersetzerin
- Linder, Alf (1907–1983), schwedischer Organist und Musikpädagoge
- Linder, Anna-Magdalena (* 1978), Schweizer Politikerin
- Linder, Anton (1880–1958), österreichischer Gewerkschafter und Politiker (SPÖ), Abgeordneter zum Nationalrat, Mitglied des Bundesrates
- Linder, Arthur (1904–1993), Schweizer Statistiker
- Linder, Béla (1876–1962), ungarischer Militär und 1918 erster Kriegsminister in der Ungarischen Republik
- Linder, Ben (1959–1987), US-amerikanischer Ingenieur
- Linder, Birgit (* 1975), deutsche Juristin, Richterin am Bundesgerichtshof
- Linder, Brandon (* 1992), US-amerikanischer American-Football-Spieler
- Linder, Carl (1899–1988), deutscher Bankier
- Linder, Cec (1921–1992), kanadischer Schauspieler
- Linder, Christa (* 1943), deutsche Schauspielerin
- Linder, Christian (1949–2024), deutscher Schriftsteller, Kritiker und Hörspielautor
- Linder, Emanuel (1768–1843), Schweizer Altphilologe, Theologe und Historiker
- Linder, Emanuel (1837–1895), Schweizer evangelisch-reformierter Theologe
- Linder, Emilie (1797–1867), Schweizer Malerin und Mäzenin
- Linder, Engelbert (* 1962), österreichischer Eishockeyspieler
- Linder, Erika (* 1990), schwedisches Model und Schauspielerin
- Linder, Ernst (1868–1943), schwedischer General und Olympiasieger im Dressurreiten
- Linder, Erwin (1903–1968), deutscher Schauspieler und SynchronsprecherErwin Linder (1903–1968)

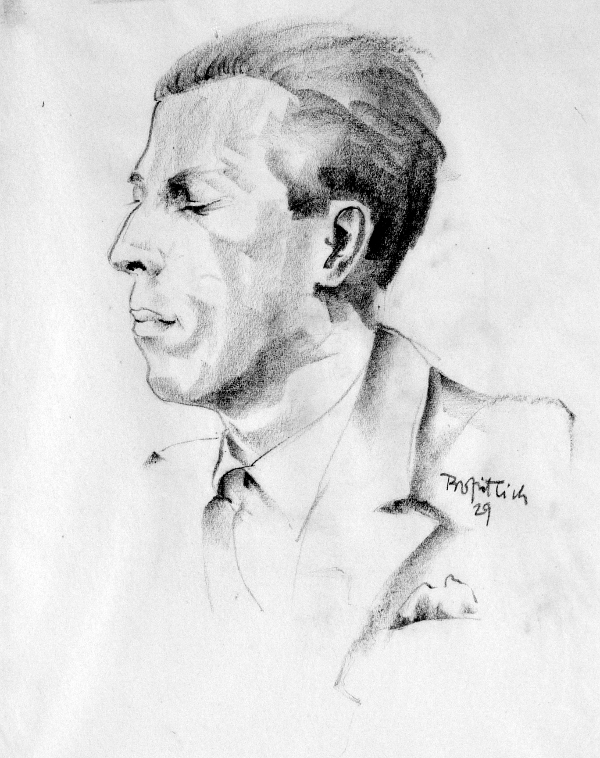
Erwin Linder (1903–1968)

- Linder, Fabian (* 1996), Schweizer Unihockeyspieler
- Linder, Fritz (1912–1994), deutscher Chirurg und Hochschullehrer
- Linder, Hans (1930–2004), deutscher Germanist, Theaterwissenschaftler und Intendant am Deutschen Staatstheater Temeswar
- Linder, Hansi (1942–2010), deutsche Schauspielerin
- Linder, Heinrich (1899–1979), deutscher Verwaltungsbeamter und Landrat
- Linder, Hjalmar (1862–1921), finnischer Kammerherr, Baron, Parlamentsabgeordneter, Philanthrop, Großgrundbesitzer und Geldgeber
- Linder, James B., US-amerikanischer Offizier, Generalmajor der US-Army
- Linder, Johann (1896–1972), Schweizer Kabarettist und St. Galler Original
- Linder, Johannes (1790–1853), Schweizer evangelisch-reformierter Pfarrer
- Linder, John (* 1942), US-amerikanischer Politiker
- Linder, Josef (* 1887), deutscher Architekt
- Linder, Julius (1878–1942), österreichischer Politiker (SDAP), Landtagsabgeordneter
- Linder, Jürgen (1942–1967), deutscher Fußballspieler
- Linder, Karl, Betriebsführer der Messerschmitt GmbH für Düsenjagdflugzeuge
- Linder, Karl (1849–1905), deutscher Brauereibesitzer und Politiker (Zentrum), MdR
- Linder, Karl (* 1880), deutscher Verwaltungsjurist, Bezirksoberamtmann und Ministerialbeamter
- Linder, Karl (1900–1979), deutscher Politiker (NSDAP), MdR
- Linder, Kate (* 1947), US-amerikanische Schauspielerin
- Linder, Klaus (1926–2009), Schweizer Pianist
- Linder, Konrad (1884–1963), deutscher Pädagoge und Schulleiter
- Linder, Kurt (1933–2022), deutscher Fußballspieler und -trainer
- Linder, Lasse (* 1994), Schweizer Filmemacher
- Linder, Leo G. (* 1948), deutscher Autor, Regisseur und Produzent
- Linder, Lukas (* 1984), schweizerischer Schriftsteller (Drama, Roman)
- Linder, Markus (* 1959), österreichischer Kabarettist
- Linder, Maud (1924–2017), französische Journalistin, Filmhistorikerin und Dokumentarfilmerin
- Linder, Max (1883–1925), französischer Filmschauspieler und Pionier der Filmkomödie
- Linder, Maxi (1902–1981), surinamische Prostituierte
- Linder, Maximilian (* 1965), österreichischer Politiker (FPÖ, FPK), Abgeordneter zum Nationalrat, Landtagsabgeordneter
- Linder, Nikolay (* 1975), deutscher Apnoetaucher
- Linder, Otto (1891–1976), deutscher Architekt
- Linder, Paul (1897–1968), deutscher Architekt
- Linder, Peter (* 1950), deutscher Diplomat
- Linder, Rudolf (1849–1928), schweizerischer Architekt, Bauunternehmer und Stadtplaner
- Linder, Sarai (* 1999), deutsche FußballspielerinSarai Linder (* 1999)

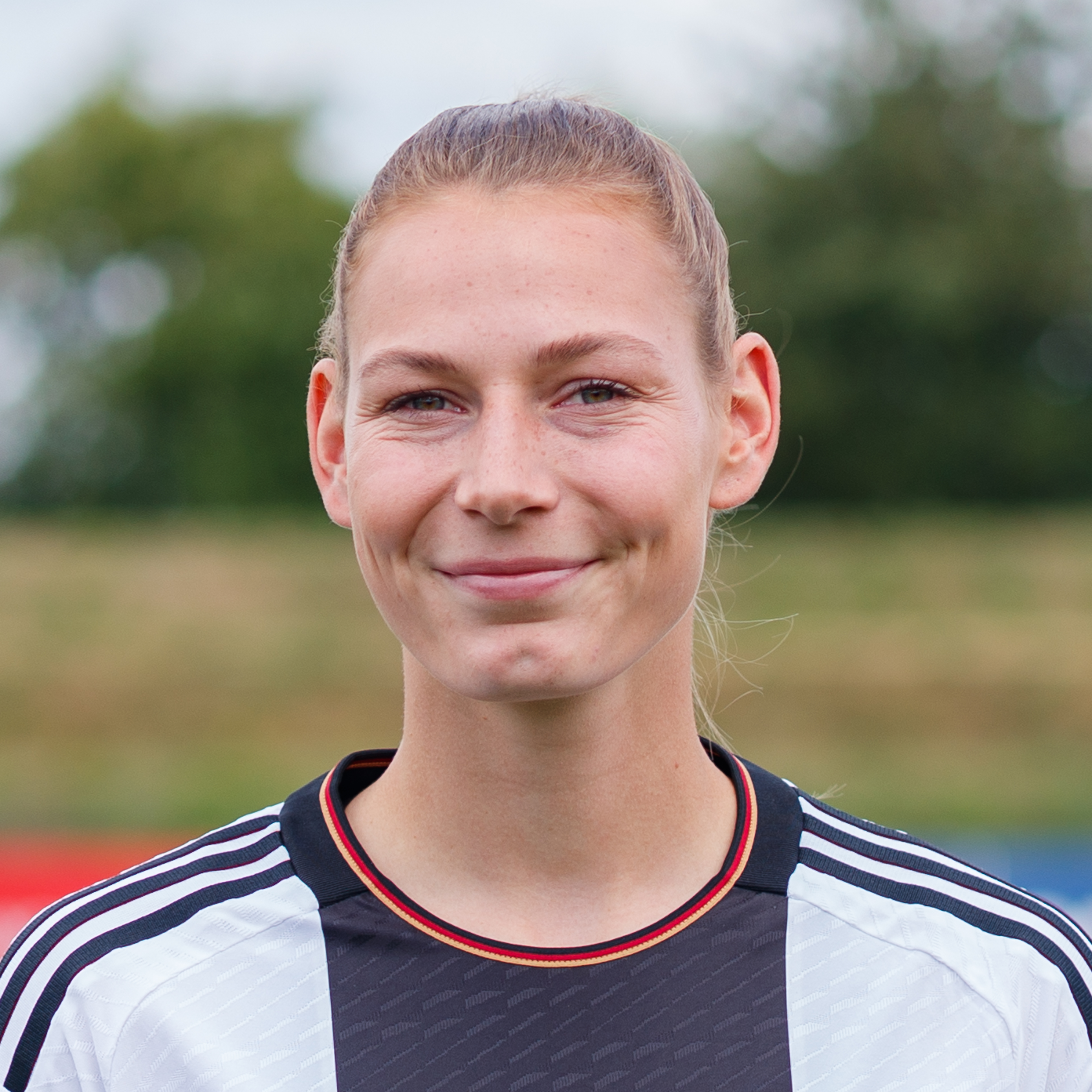
Sarai Linder (* 1999)

- Linder, Sebastian (* 1983), deutscher Handballspieler
- Linder, Semen (* 1997), kasachischer Gewichtheber
- Linder, Stefan (* 1977), deutscher Ökonom
- Linder, Stu (1931–2006), US-amerikanischer Filmeditor
- Linder, Walo (1905–1979), Schweizer Musiker und Orchesterleiter
- Linder, Willy (1922–2000), Schweizer Ökonom, Journalist und Moderator
- Linder, Wolf (* 1944), Schweizer Hochschullehrer und Politologe
- Linder, Wolfgang (* 1961), österreichischer Schriftsteller und Kabarettist
- Linder-Jeß, Helena (* 1982), deutsche Soldatin
- Linderath, Hugo (1828–1906), deutscher Ordensbruder und Bildhauer
- Linderbauer, Benno (1863–1928), deutscher Philologe und Benediktiner
- Linderbaum, Tyler (* 2000), US-amerikanischer American-Football-Spieler
- Linderboom, Keegan (* 1989), südafrikanisch-neuseeländischer Fußballspieler
- Linderborg, Åsa (* 1968), schwedische Schriftstellerin, Journalistin und Historikerin
- Linderer, René (* 1971), deutscher Fußballspieler
- Linderer, Robert (1824–1886), deutscher Schriftsteller
- Linderer, Walter (1892–1952), deutscher Ingenieur
- Linderhaus, Silke (* 1974), deutsche Synchronsprecherin
- Linderholm, Arne (1916–1986), schwedischer Fußballspieler
- Linderholm, Robert (1933–2013), US-amerikanischer Amateurastronom
- Linderman, Wladimir Iljitsch (* 1958), russischer und lettischer Politiker und Journalist
- Lindermann, Ekke (1942–2011), deutscher Eishockeytorwart
- Lindermann, Johann Heinrich (1802–1892), deutscher Bandweber, Kolporteur, Evangelist sowie Dissident
- Lindermann, Ralf (* 1960), deutscher SchauspielerRalf Lindermann (* 1960)

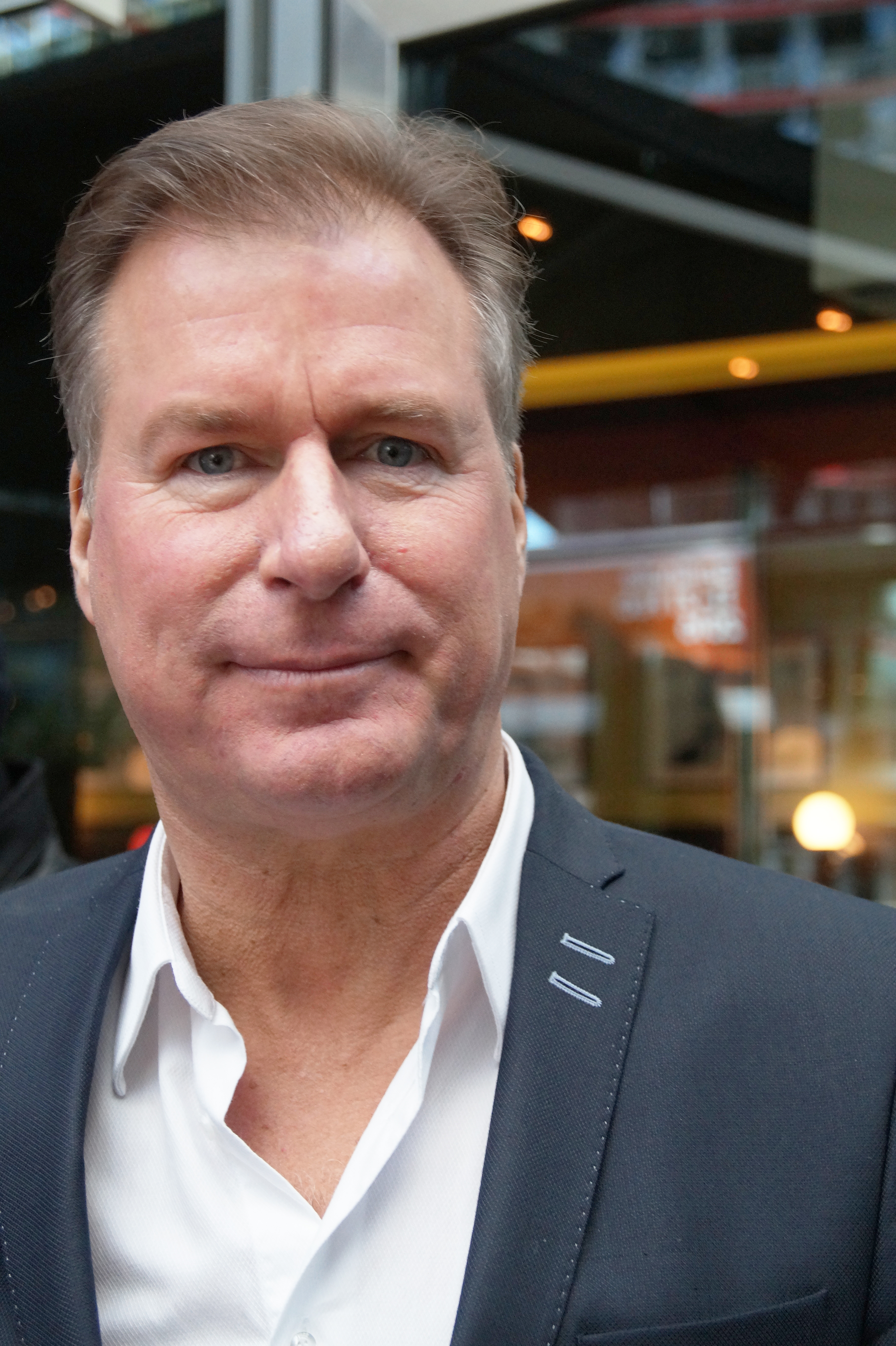
Ralf Lindermann (* 1960)

- Lindermann, Werner (* 1933), deutscher Rennfahrer
- Lindermayr, Matthias (* 1987), deutscher Jazzmusiker (Trompete, Komposition)
- Lindermeier, Elisabeth (1923–1998), deutsche Opernsängerin (Sopran)
- Lindermuth, Alina (* 1992), österreichische Schriftstellerin
- Lindern, Anton von (1811–1850), deutscher Pastor und Abgeordneter des Oldenburger Landtags
- Lindern, Bernhard von (1813–1901), preußischer Generalleutnant
- Lindern, Franz Balthasar von (1682–1755), deutsch-französischer Arzt und Botaniker
- Linderot, Sven (1889–1956), schwedischer kommunistischer Politiker, Mitglied des Riksdag
- Linderoth, Anders (* 1950), schwedischer Fußballspieler und -trainer
- Linderoth, Ernst (1916–2016), deutscher Dokumentarfotograf
- Linderoth, Per (* 1958), dänischer Schauspieler
- Linderoth, Sissel (* 1974), norwegische Badmintonspielerin
- Linderoth, Tobias (* 1979), schwedischer Fußballspieler
- Linders, Dietmar (* 1940), deutscher Fußballtorhüter
- Linders, Pelle (* 1975), schwedischer Handballspieler
- Linderstrøm-Lang, Kaj Ulrik (1896–1959), dänischer Biochemiker
- Lindert, Christoph (1938–2005), deutscher Schauspieler, Synchron- und Hörbuchsprecher
- Lindert, Jutta (* 1958), deutsche Hochschullehrerin

### Lindes
- Lindes, Hal (* 1953), englisch-amerikanischer Gitarrist und KomponistHal Lindes (* 1953)

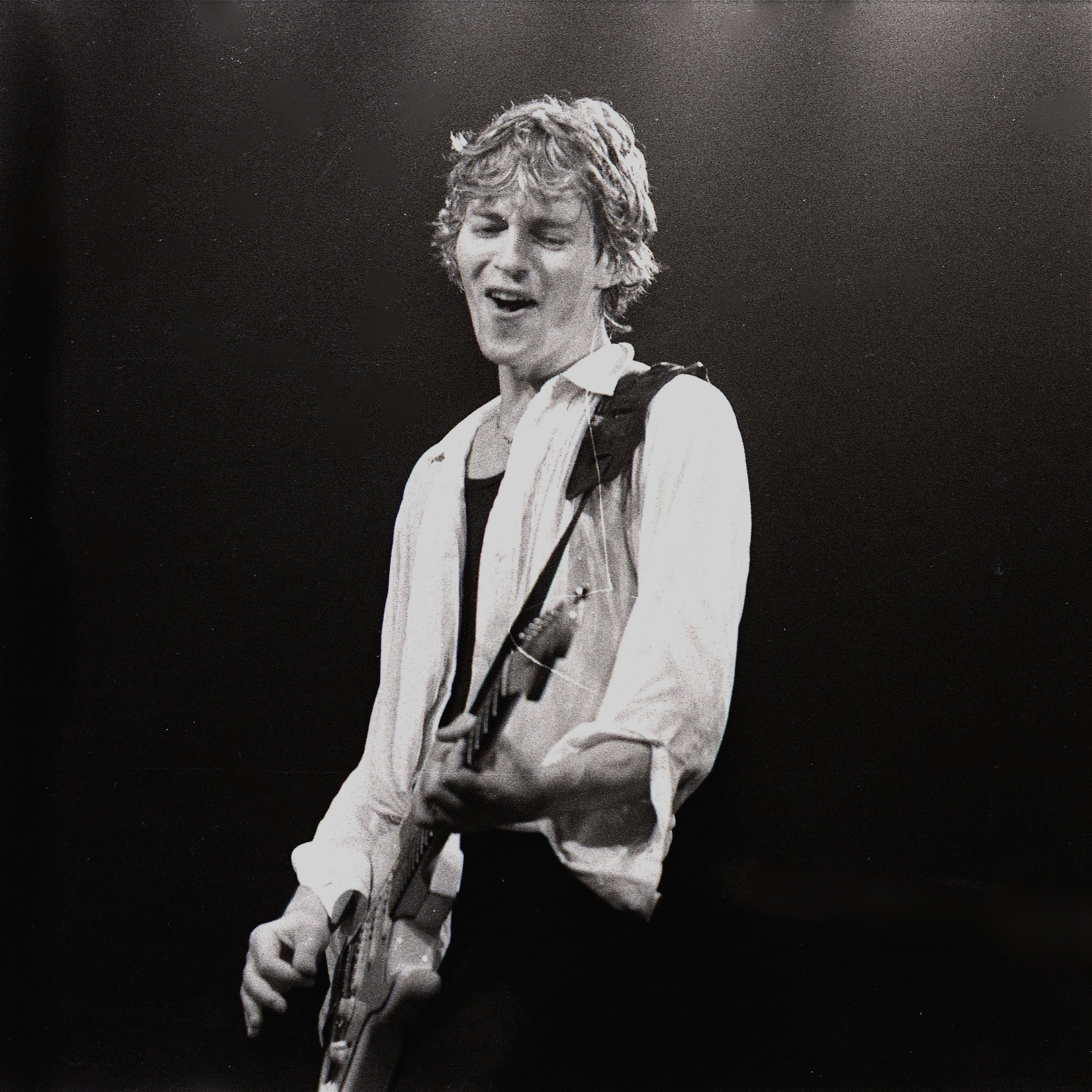
Hal Lindes (* 1953)

- Lindesay-Bethune, James, 16. Earl of Lindsay (* 1955), britischer Geschäftsmann, Staatssekretär und Mitglied des Oberhauses
- Lindeskog, Gösta (1904–1984), schwedischer Theologe, Hochschullehrer und Autor
- Lindesmith, Alfred Ray (1905–1991), US-amerikanischer Soziologe

### Lindet
- Lindet, Robert (1746–1825), Politiker während der Französischen Revolution